# Estela Giménez
Estela Giménez Cid (Madrid, 29 de marzo de 1979) es una ex gimnasta rítmica española, bicampeona del mundo y medalla de oro en los Juegos Olímpicos de Atlanta 1996. Posteriormente ha trabajado como entrenadora, modelo publicitaria y presentadora de televisión. Ha estado al frente de programas como Escuela del deporte o Insert Coin, del que se hizo cargo hasta enero de 2012.
Hacia 1989, comenzó a practicar gimnasia rítmica en el Club Atlético Montemar de Alicante. En 1994 pasó a formar parte de la selección nacional de España en la modalidad de conjuntos. Desde entonces, todas las medallas que obtuvo en competiciones oficiales fueron conseguidas como miembro del conjunto español. Ese mismo año obtuvo la medalla de plata en el concurso general del Campeonato Mundial de París, además de conseguir dos medallas de bronce en las dos finales por aparatos, la de 6 cuerdas y la de 4 aros y 4 mazas. En 1995, Giménez disputó el Campeonato Europeo de Praga, en el que fue proclamada subcampeona de Europa en la competición de 3 pelotas y 2 cintas, además de llevarse otras dos medallas de bronce en el concurso general y en la final de 5 aros de dicho evento. Ese mismo año, en la competición de 3 pelotas y 2 cintas del Campeonato Mundial de Viena, se proclamó campeona del mundo por primera vez. Además de dicha medalla de oro, se llevó dos medallas de plata en el concurso general y en la competición de 5 aros.
En 1996 conquistó su segundo título mundial en la final de 3 pelotas y 2 cintas del Campeonato Mundial de Budapest, competición en la que se llevó también la medalla de plata en el concurso general. Ese año logró el mayor éxito de su carrera deportiva al convertirse en campeona olímpica en la modalidad de conjuntos de gimnasia rítmica en los Juegos Olímpicos de Atlanta, junto a sus compañeras Marta Baldó, Nuria Cabanillas, Lorena Guréndez, Tania Lamarca y Estíbaliz Martínez. Tras esta consecución, el conjunto fue bautizado por los medios como las Niñas de Oro. Contaba con solo 17 años y 126 días de edad, aunque era la mayor del grupo.
Tras su retirada en 1997 a causa una lesión de menisco, fue entrenadora y modelo publicitaria. De 2000 a 2002 presentó el programa deportivo Escuela del deporte en La 2. No volvería a la televisión hasta 2005, cuando RTVV la contrató para ponerse al frente de otro espacio deportivo, Esport divertit. En 2006 ganó la cuarta edición del programa ¡Mira quién baila! de TVE y en 2007 presentó junto a Javier Estrada el espacio de bricolaje A mano en Antena.Nova. Para 2008 participó en el programa de telerrealidad Supervivientes: Perdidos en Honduras de Telecinco, el cual abandonó tras sufrir una crisis de pánico. En 2009 se convirtió en la imagen en España del videojuego Your Shape de Wii y desde 2008 hasta 2012 presentó el programa de videojuegos Insert Coin en AXN. En 2013 se estrenó en YouTube el documental Las Niñas de Oro, dirigido por Carlos Beltrán, que narra la historia del conjunto campeón olímpico en Atlanta a través de entrevistas a las propias gimnastas, y en 2016 asistió junto al resto del equipo a la Gala 20.º Aniversario de la Medalla de Oro en Atlanta '96 en Badajoz.
Tiene diversas distinciones, entre ellas la Medalla de Oro de la Generalidad Valenciana al Mérito Deportivo (1996), la Orden Olímpica del Comité Olímpico Español (1996), la Placa de Oro de la Real Orden del Mérito Deportivo (1996), la Copa Barón de Güell en los Premios Nacionales del Deporte (1997), y la Medalla de Oro de la Real Orden del Mérito Deportivo (2015). Es además, junto con Marta Baldó, Bito Fuster y Lorea Elso, la gimnasta rítmica española con más medallas en Mundiales, con un total de 8.

## Biografía

### Carrera como gimnasta rítmica

#### Inicios

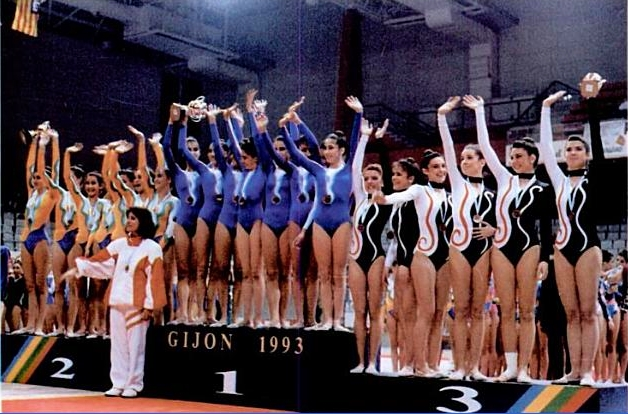
El Club Atlético Montemar (izqda.) en el podio de 1ª categoría del Campeonato de España de Conjuntos (1993).

Estela Giménez nació el 29 de marzo de 1979 en Madrid como la menor de dos hermanos, aunque vivió durante su infancia en Baza (Granada). Allí formó parte de una compañía de coros y danzas, donde adquirió sus primeras nociones de ballet. En 1989 se trasladó con su familia a Alicante. Al poco tiempo, con 10 años de edad, entró en la cantera del Club Atlético Montemar, club alicantino del que han surgido otras gimnastas españolas importantes como Carolina Pascual o Marta Baldó. De esta forma se iniciaría en la gimnasia rítmica.
En diciembre de 1992 consiguió la medalla de bronce tanto en la general como en la final de 6 aros con el conjunto júnior del Montemar en el Campeonato de España de Conjuntos en Málaga. Este conjunto estaba formado por Estela, Marta Baldó, Verónica Lillo, Lucía Melendo, Jéssica Salido, Montserrat Soria y Marina Zaragoza. En diciembre de 1993, nuevamente como parte del Club Atlético Montemar, logró la medalla de plata en la general y dos medallas de oro en las finales por aparatos (la de 6 cuerdas y la de 4 aros y 4 mazas) con el conjunto de primera categoría en el Campeonato de España de Conjuntos, celebrado en Gijón. Este conjunto montemarino estaba integrado por Estela, Marta Baldó, Noelia Fernández (capitana), Violeta Giménez, Peligros Piñero, Jéssica Salido y Montserrat Soria, algunas de las cuales fueron componentes de la selección española.

#### Etapa en la selección nacional

##### 1994: llegada al equipo y Mundial de París

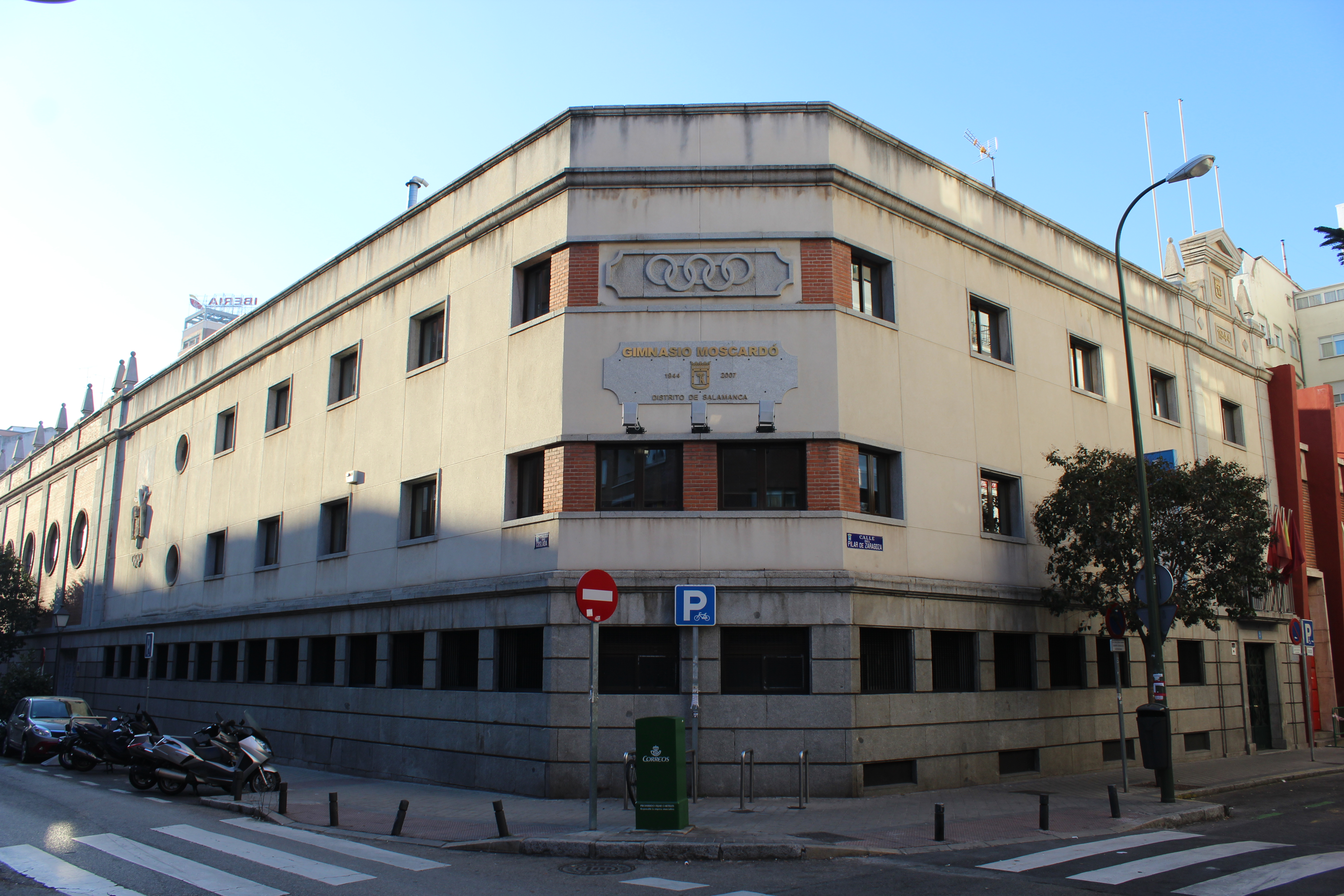
El Gimnasio Moscardó, en el distrito de Salamanca (Madrid), fue el lugar de entrenamiento de la selección nacional de gimnasia rítmica hasta 1997.

En 1994 viajó a Madrid después de que una compañera suya que ya estaba en el equipo nacional, Marta Baldó, la recomendara a la entonces seleccionadora Emilia Boneva. Finalmente fue escogida junto a su amiga Violeta Giménez para entrar en la selección nacional de gimnasia rítmica de España. En una entrevista a Sobre el tapiz años después, preguntada sobre el recuerdo que le viene a la mente de su llegada a la concentración del equipo nacional en Madrid, expresó sus sensaciones en un primer momento contando que «La primera noche cené un sándwich y dormí agarrada de la mano de Violeta». En la misma entrevista, Estela hablaba así sobre sus características como gimnasta que cree que hicieron que Boneva se fijara en ella:

«Creo que destacaba sobre todo por ser muy expresiva y muy segura al salir a competir. También tenía buenas condiciones y tipología, pero no era una gimnasta muy [de] técnica de aparato».

Formó parte del equipo español de gimnasia rítmica en la modalidad de conjuntos desde 1994 hasta comienzos de 1997. Durante este tiempo convivió con el resto de las componentes del equipo en un chalet en Canillejas y entrenó en el Gimnasio Moscardó de lunes a sábado primero unas 6 horas y después hasta 8 horas diarias en el año previo a los Juegos Olímpicos, en el que dejaron de ir al colegio. El conjunto fue entrenado por la propia Emilia Boneva y por María Fernández Ostolaza. La coreógrafa desde 1994 hasta 1998 fue Marisa Mateo.

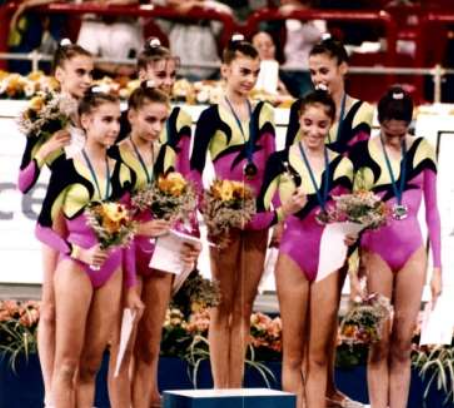
Estela (arriba a la derecha) en el podio de la general del Mundial de París (1994).

A los pocos días de entrar al equipo, sufrió la primera lesión considerable de su carrera, una rotura del menisco interno de la rodilla derecha. Ese año, los dos ejercicios fueron el de 6 cuerdas, donde se usó como música la banda sonora de The Addams Family, compuesta por Marc Shaiman, y el de 4 aros y 4 mazas, que empleó el tema «Furia española». En octubre de 1994, con 15 años, participó por primera vez como gimnasta titular en una competición internacional, al disputar el Campeonato del Mundo de París, logrando la medalla de plata en el concurso general y dos medallas de bronce en la competición de 6 cuerdas y 4 aros y 4 mazas de dicho evento. En los dos primeros días de competición tuvo lugar el concurso general, en el que el conjunto español obtuvo una puntuación total de 38 700, unas 225 milésimas menos que el conjunto de Rusia, tras haber logrado una nota de 19 350 en cada uno de los dos ejercicios. En las dos finales por aparatos, disputadas el último día, el combinado español consiguió sendos terceros puestos, siendo superado por Rusia y Bulgaria. En la final de 6 cuerdas obtuvo una puntuación de 19 400 y en la final de 4 aros y 4 mazas una nota de 19 325. El conjunto español de gimnasia rítmica de ese año estaba integrado también por las gimnastas Marta Baldó, Lorena Barbadillo, Paula Cabo, Regina Guati y Amaia Uriondo, con Violeta Giménez y María Pardo como suplentes. Además, aunque no fueron convocadas ese año, se encontraban en el conjunto Maider Esparza y Lucía Fernández Haro. A final de temporada se retiraron la mayoría de ellas.

##### 1995: Europeo de Praga y primer título mundial en Viena
| Componentes del conjunto en 1995 | Puesto                                           |
| -------------------------------- | ------------------------------------------------ |
| Marta Baldó                      | Titular en los dos ejercicios                    |
| Nuria Cabanillas                 | Suplente en 3 pelotas/2 cintas Titular en 5 aros |
| Estela Giménez                   | Titular en los dos ejercicios                    |
| Tania Lamarca                    | Titular en los dos ejercicios                    |
| Estíbaliz Martínez               | Titular en 3 pelotas/2 cintas Suplente en 5 aros |
| María Pardo                      | Titular en los dos ejercicios                    |
| Maider Esparza                   | Suplente en los dos ejercicios                   |

Desde finales de 1994 hasta comienzos de 1995 se fueron incorporando al conjunto gimnastas como Dilayla Romeo, Estíbaliz Martínez, Tania Lamarca y Nuria Cabanillas, permaneciendo Estela, Marta Baldó, María Pardo y Maider Esparza. Al igual que en el año anterior, Giménez sería gimnasta titular en los dos ejercicios. Ese año hubo rotación de los aparatos en los conjuntos, por lo que hubo que componer nuevos montajes para los dos ejercicios del equipo. Además, el número de gimnastas que debía haber en el tapiz pasó ese año a ser cinco, en lugar de las seis que había anteriormente. En el ejercicio de 5 aros se usó una adaptación de la pieza Asturias (Leyenda), perteneciente a la Suite española, Op. 47 de Isaac Albéniz. El tango «Verano porteño», de Astor Piazzolla, fue el tema empleado en el ejercicio de 3 pelotas y 2 cintas.
En abril de 1995 tuvo lugar la primera competición de la temporada, el Torneo Internacional de Portimão, donde se estrenaron los nuevos ejercicios y el conjunto logró el bronce tanto en el concurso general como en la final de 5 aros. La semana siguiente se disputó el torneo de Karlsruhe. En él, el conjunto español, debido a una mala calificación en el ejercicio de 5 aros, obtuvo un sexto puesto en el concurso general, la clasificación más baja de Estela en una competición a nivel internacional. Además, en la final del mixto de 3 pelotas y 2 cintas también obtendrían la sexta plaza. Debido a esta mala actuación, María Fernández y Emilia Boneva hicieron algunas modificaciones en el equipo, colocando a Tania Lamarca como titular en los dos ejercicios en lugar de Maider Esparza. Posteriormente participarían en diversos torneos y exhibiciones en Corbeil-Essonnes, Manresa, Alicante o Liévin.

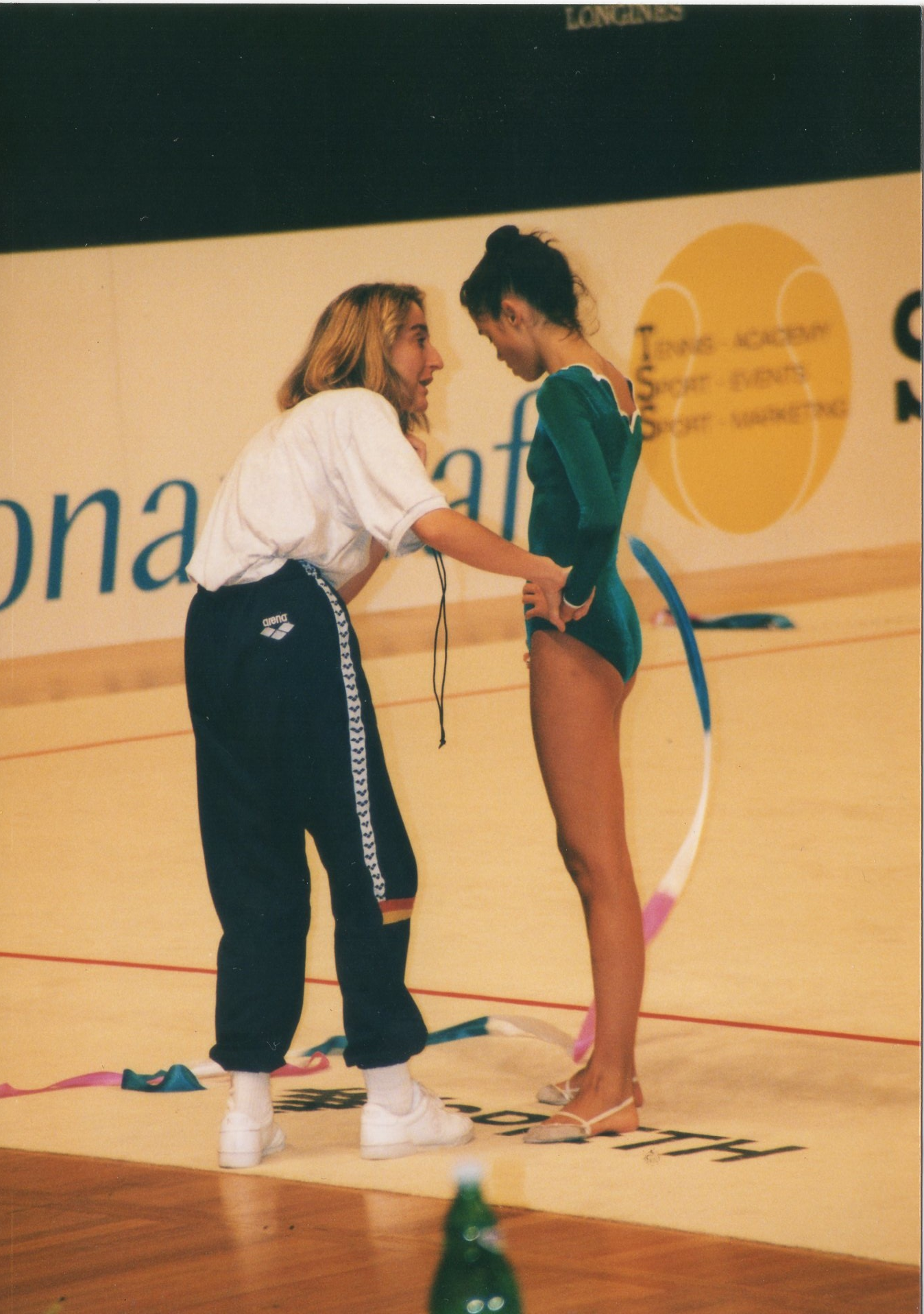
Estela siendo motivada por María Fernández en el Mundial de Viena.

En julio tuvo lugar su único Campeonato Europeo disputado, el de Praga. Allí obtuvo el tercer puesto en el concurso general y en el concurso de 5 aros, y el segundo puesto en el de 3 pelotas y 2 cintas. En el concurso general, disputado en primer lugar, el combinado español logró una nota de 18 900 en el ejercicio de 3 pelotas y 2 cintas y de 19 725 en el de 5 aros, lo que sumó una puntuación acumulada de 38 625, obteniendo así el tercer puesto por detrás de Bulgaria y Rusia, que se llevaron la medalla de plata y oro respectivamente. Ese tercer lugar también les dio la clasificación para las finales por aparatos que se disputarían en la jornada posterior. En la competición de 3 pelotas y 2 cintas las españolas quedaron segundas a solo 7 milésimas de la primera posición, que se la llevó en esta ocasión Bulgaria. En la final de 5 aros volvieron a quedar terceras, superadas por rusas y búlgaras.
A finales de agosto comenzaron las competiciones de preparación para el Campeonato Mundial. Primero se disputó en la ciudad holandesa de Deventer el torneo Alfred Vogel Cup, una de las competiciones internacionales más importantes. En esta cita, el conjunto español conquistó las tres medallas de oro disputadas: la del concurso general, la de 5 aros y la de 3 pelotas y 2 cintas. Días después, el equipo español logró la medalla de plata en el torneo International Group Masters de Hanóver, siendo superado únicamente por el conjunto ruso.

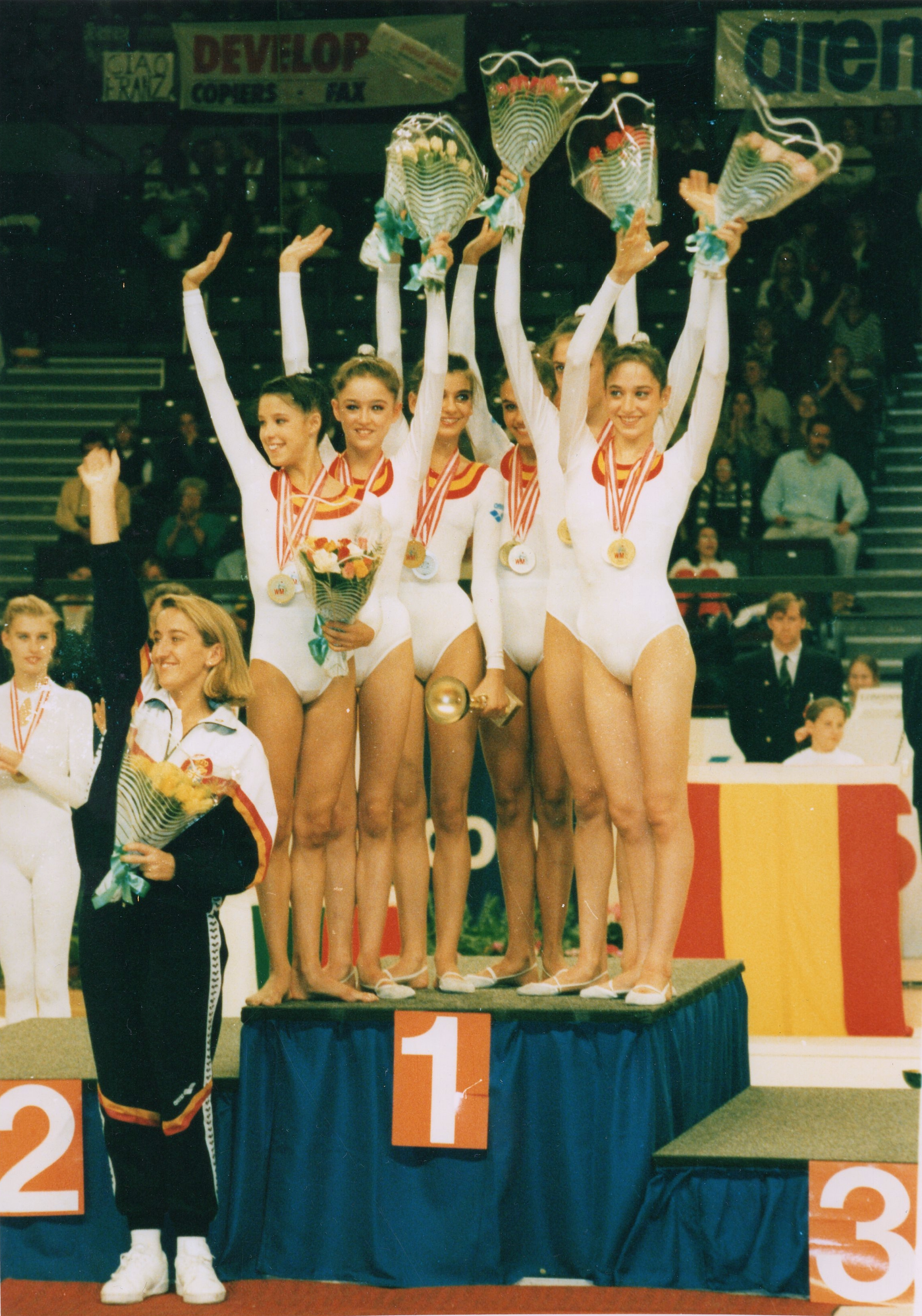
El conjunto proclamándose por primera vez campeón del mundo de 3 pelotas y 2 cintas en el Mundial de Viena (1995).

Un mes después del torneo alemán, tuvo lugar el Campeonato del Mundo de Viena, donde, con el ejercicio de 3 pelotas y 2 cintas, logró su primera medalla de oro en esta competición, además de obtener también dos medallas de plata en el concurso general y en el de 5 aros. En primer lugar se disputó el concurso general, en el que las españolas consiguieron una calificación de 19 650 en el ejercicio de 3 pelotas y 2 cintas y de 19 750 en el de 5 aros, que harían una nota acumulada de 39 400, siendo superada esta puntuación solo por Bulgaria. Ese segundo puesto hizo que el equipo obtuviera la clasificación automática para la competición de conjuntos en los Juegos Olímpicos de Atlanta, que se disputarían un año después. La jornada siguiente, en la final del mixto, el conjunto español logró con una nota de 19 800, superar en 25 milésimas a las búlgaras, obteniendo así la medalla de oro en la competición de 3 pelotas y 2 cintas. En la final de 5 aros, fue el conjunto búlgaro el que por 25 milésimas, ganó la competición por delante de las españolas, que obtendrían de nuevo una nota de 19 800.
Para 1996 la modalidad de conjuntos se iba a aceptar por primera vez en los Juegos Olímpicos, que se disputarían ese año en Atlanta. Las integrantes del equipo dejaron de ir a su colegio, el centro privado Nuestra Señora de Altagracia, para concentrarse en la preparación de la cita olímpica. Para la nueva temporada se realizaron unos nuevos montajes tanto para el ejercicio de 3 pelotas y 2 cintas, como para el de 5 aros. La música del nuevo ejercicio de aros era un medley de varias canciones pertenecientes a musicales norteamericanos, principalmente «America», compuesta por Leonard Bernstein e incluida en West Side Story, o «I Got Rhythm» y «Embraceable You», temas creados por George Gershwin y que aparecieron en la banda sonora de Un americano en París. Por su parte, en el ejercicio de 3 pelotas y 2 cintas para el año 1996, se empleó la melodía de «Amanecer andaluz», tema que ya había usado Carmen Acedo en su ejercicio de cuerda de 1991, aunque con otros arreglos.
En noviembre de 1995, el equipo nacional viajó a Tokio para participar en el torneo anual denominado Epson Cup, en el que los dos mejores conjuntos del año competían con el equipo japonés. En diciembre tuvo lugar una concentración de todo el equipo español en el Centro de Alto Rendimiento de Sierra Nevada (Granada).

##### 1996: segundo título mundial en Budapest y oro olímpico en Atlanta
Durante el primer semestre de 1996, el conjunto español participó en diversas competiciones preparatorias, como Kalamata Cup, Karlsruhe, Corbeil o Ciudad de Zaragoza, en las que siempre ocuparía un puesto de medallista. A principios de mayo recibieron en el Gimnasio Moscardó la visita de la prestigiosa bailarina y coreógrafa cubana Alicia Alonso, que les impartió una clase magistral. También grabaron en esos meses dos anuncios de televisión para Cola Cao, patrocinador del Programa ADO, y otro para Campofrío, entonces patrocinador de la Real Federación Española de Gimnasia. Ese año se incorporó Lorena Guréndez, que en mayo, poco antes del torneo preolímpico disputado en Zaragoza, pasaría a ser titular del conjunto en el ejercicio de 3 pelotas y 2 cintas debido a la retirada de María Pardo. Por su parte, Estíbaliz Martínez pasó a ocupar también el puesto de titular que María había dejado vacante en el ejercicio de 5 aros. Durante este año, Giménez seguiría siendo titular en ambos ejercicios.
A finales de junio, a poco más de un mes de los Juegos Olímpicos, se disputó el Campeonato del Mundo de Budapest, donde Giménez logró su segunda medalla de oro en un Mundial, repitiendo en la competición de 3 pelotas y 2 cintas, además de obtener una medalla de plata en el concurso general. El primer día de la competición de conjuntos tuvo lugar el concurso general, en el que el equipo español obtuvo una nota de 19 700 en ambos ejercicios, que lo llevó a la segunda posición con 39 400 puntos, a dos décimas del conjunto búlgaro, que repitió la medalla de oro obtenida el año anterior. Al día siguiente se disputaron las dos finales por aparatos. En la final de 3 pelotas y 2 cintas, las españolas, con una puntuación de 19 816, revalidarían el título obtenido en el Mundial anterior en esa misma competición, esta vez superando en 16 milésimas la nota del equipo ruso. En la final de 5 aros, el conjunto español tuvo que conformarse con el cuarto puesto con una puntuación de 19 699.

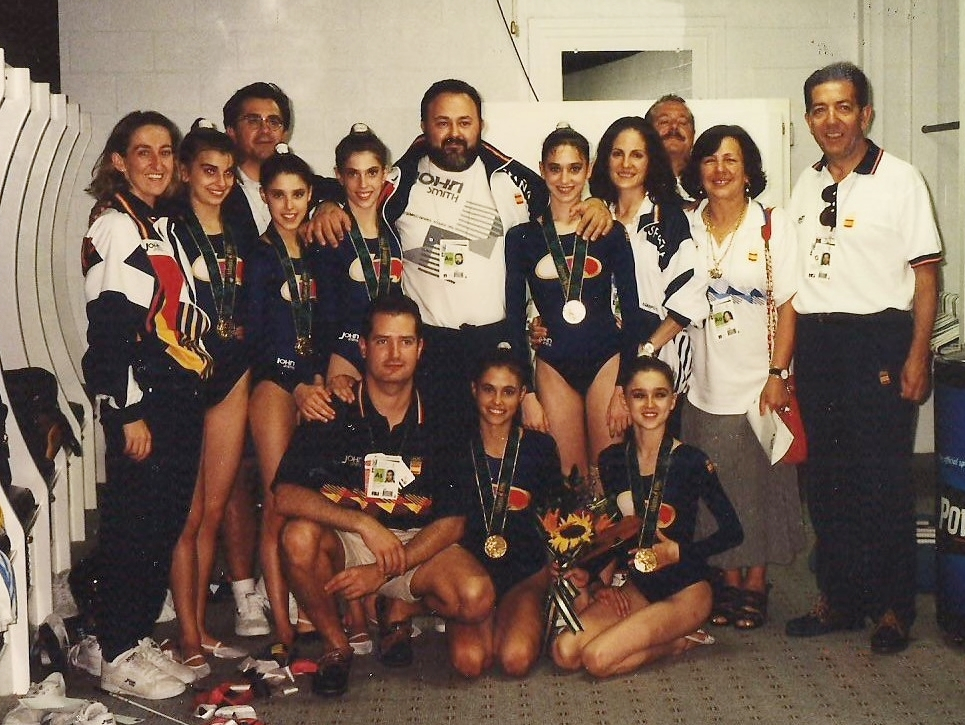
El conjunto español tras lograr la medalla de oro en los Juegos Olímpicos de Atlanta.

A principios de agosto se disputó la competición de conjuntos en los Juegos Olímpicos de Atlanta. El equipo español llegó a la Villa Olímpica el 13 de julio, llegando a participar en el desfile de los deportistas durante la ceremonia de apertura de los Juegos, que tuvo lugar el 19 de julio. La competición de gimnasia rítmica tendría lugar en el Stegeman Coliseum, un pabellón situado en la ciudad de Athens, a unos 100 kilómetros de Atlanta. La selección nacional acudió a la cita olímpica con un conjunto integrado por ella, Marta Baldó, Nuria Cabanillas, Lorena Guréndez, Tania Lamarca y Estíbaliz Martínez. Solo se pudieron convocar a las seis gimnastas titulares por parte del conjunto, por lo que la gimnasta suplente, Maider Esparza, se quedó fuera de la convocatoria. Al igual que había ocurrido anteriormente en el Campeonato Mundial de Budapest, Lorena Guréndez fue la gimnasta suplente en el ejercicio de 5 aros, mientras que Nuria Cabanillas lo sería en el de 3 pelotas y 2 cintas.
El 1 de agosto tuvieron lugar los preliminares, en los que los nueve conjuntos que se habían clasificado para competir en los Juegos Olímpicos, se disputaron las seis plazas que daban acceso a la final. En el ejercicio de 5 aros, el equipo obtuvo una puntuación de 19 500 y posteriormente, en el ejercicio de 3 pelotas y 2 cintas, consiguió una nota de 19 466. Finalmente el conjunto español se clasificó para la final en segunda posición con una nota acumulada de 38 966, a solo 50 milésimas del primer puesto, que sería en esa ocasión para el conjunto búlgaro.
El 2 de agosto tuvo lugar la gran final. En la primera rotación, la de 5 aros, las españolas se situaron en primera posición con una nota de 19 483, 17 milésimas por delante del equipo ruso, que quedó a su vez por delante del búlgaro. Quedaba aún la rotación final, la de 3 pelotas y 2 cintas, ejercicio con el que el conjunto español había logrado ser bicampeón del mundo. En esta segunda y última rotación, la nota de 19 450 del conjunto búlgaro fue igualada por las españolas, asegurándose así la medalla de plata. La puntuación final del equipo español sería de 38 933. Únicamente el conjunto ruso podía arrebatarles la primera posición, pero una mala nota de ejecución a causa de varios errores durante el ejercicio, hizo que no pudiera superar en la puntuación definitiva a las españolas, que se adjudicaron finalmente la medalla de oro. Fue la gimnasta individual Almudena Cid, que se encontraba siguiendo la competición, quien corrió hasta el vestuario en el que se encontraban las gimnastas españolas para informarles de los fallos de las rusas y de que por tanto iban a ser casi con toda seguridad medalla de oro. El equipo español se convirtió con este triunfo en el primer campeón olímpico de la historia en la modalidad de conjuntos, además de tratarse también de la primera medalla de oro olímpica en la gimnasia española. Giménez logró además ser en ese momento el 7.º deportista español más joven en conseguir una medalla olímpica, al hacerlo con 17 años y 126 días. La gimnasta relataba así ese momento en una entrevista años después:

«Hay un momento que nunca olvidaré, que es el día de la final. Cuando terminamos el último ejercicio nos fuimos a los vestuarios a respirar y a asumir que todo el trabajo estaba hecho, pero quedaba la actuación del equipo ruso y no lo estábamos viendo. En ese momento, llegó corriendo Almudena Cid, que estaba viendo la competición desde la grada, llorando y diciendo “sois oro, han fallado las rusas”. Nos miramos sin saber qué hacer, reír, llorar, creer lo que nos decía... Hasta que nos dimos cuenta de que había una televisión en el vestuario y no dábamos crédito a que, por fin, tanto esfuerzo se veía recompensado».

El conjunto español, visiblemente emocionado, subió al primer cajón del podio tras Bulgaria y Rusia, que fueron segunda y tercera respectivamente. A pesar de que la Carta Olímpica prohíbe la publicidad en la equipación deportiva, las gimnastas llevaron en el podio un maillot con un logotipo similar al de Campofrío, patrocinador del equipo, después de que fueran instadas por el presidente de la Federación Española de Gimnasia a que lo hicieran, motivo por el que hubo una reclamación que finalmente no fue atendida. La ceremonia de entrega de medallas de esta competición, fue el minuto más visto de Atlanta 1996 en Televisión Española. Al igual que el resto de la final olímpica, fue narrada para dicho canal por la periodista Paloma del Río. Tras su llegada a España, el conjunto fue bautizado por algunos medios con el sobrenombre de las Niñas de Oro.
En octubre, la exgimnasta María Pardo hizo unas declaraciones en el diario El País en las que dijo que la entonces seleccionadora Emilia Boneva era extremadamente dura con la comida y con los entrenamientos. María había abandonado la concentración del equipo en mayo, dos meses antes de la cita olímpica, debido a que no pudo soportar la presión a la que se vio sometido el conjunto en esa época. Estas declaraciones fueron apoyadas por algunas antiguas integrantes de la selección, mientras que las entonces gimnastas del equipo, entre las que se encontraba Estela, dijeron que María no contaba toda la verdad en algunos aspectos. Las integrantes del conjunto acudieron poco después al programa Día a día de Telecinco, presentado por María Teresa Campos, donde contaron su experiencia y defendieron a Emilia.
Entre el 31 de octubre y el 2 de noviembre, el conjunto participó en una gira de exhibiciones denominada Gala de las Estrellas, organizada por el patrocinador del equipo, y que pasó por Madrid, Zaragoza y Barcelona. En dichas galas, además del conjunto, que realizaba los dos ejercicios de aquel año, actuaron también otros gimnastas nacionales e internacionales destacados, tanto de gimnasia rítmica como de artística. Posteriormente, las integrantes del conjunto español se desplazaron a Tokio para participar en la Epson Cup, donde obtuvieron la medalla de plata. A finales de noviembre, viajaron a Colombia para realizar una gira de actuaciones en Medellín, Cali y Bogotá. El dinero recaudado fue destinado a crear centros de atención médica y hospitalaria en los sectores con menos recursos de Colombia. Hasta final de año, el conjunto seguiría participando en numerosas exhibiciones por toda España en ciudades como Alicante, Palencia, Vitoria, Sevilla o Burgos. La última tuvo lugar el 22 de diciembre en Pamplona, donde fue homenajeada Maider Esparza en su despedida del equipo.
Giménez, junto al resto de componentes del conjunto ganador de la medalla de oro en los Juegos Olímpicos, recibió los meses posteriores numerosos reconocimientos y distinciones, entre ellas, la Orden Olímpica, otorgada por el COE, la Placa de Oro de la Real Orden del Mérito Deportivo y la Copa Barón de Güell, otorgadas por el Consejo Superior de Deportes. También se le otorgó la Medalla de Oro de la Generalidad Valenciana al Mérito Deportivo.

#### Retirada de la gimnasia
A comienzos de 1997, las componentes del equipo trasladaron su residencia del chalet de Canillejas a un edificio anexo al INEF y empezaron a entrenar en el Centro de Alto Rendimiento de Madrid. María Fernández era desde diciembre la nueva seleccionadora nacional, tras la marcha de Emilia Boneva, que había sido operada en noviembre del corazón. A principios de año, Giménez sufrió de nuevo una rotura del menisco interno, la misma lesión que había tenido a los pocos días de su incorporación al equipo. El 17 de enero fue operada de forma satisfactoria por el doctor Pedro Guillén, pero tuvo una recaída posterior que la obligó a volver a empezar la rehabilitación desde el principio. Como no le daba tiempo a recuperarse para disputar el Campeonato de Europa de Patras, decidió abandonar la concentración del equipo a finales de febrero. El 18 de abril se hizo pública su retirada definitiva de la gimnasia junto con Marta Baldó y Estíbaliz Martínez.
Tras dejar la selección, permaneció en Madrid para seguir con los estudios, alojándose en la casa del presidente de la Real Federación Española de Gimnasia y al cumplir la mayoría de edad, viviendo en la Residencia Joaquín Blume. Terminó la selectividad y empezó a estudiar Ciencias Empresariales en la Escuela Universitaria de Estudios Empresariales de la Universidad Complutense de Madrid, realizando el primer curso de la licenciatura. Paralelamente, durante algunos meses constituyó en Alicante una tienda de equipamiento de gimnasia rítmica denominada Stela en su honor. El 8 de diciembre de 1997 recibió un homenaje en el Campeonato de España de Conjuntos de Gimnasia Rítmica celebrado en Sevilla junto a sus compañeras retiradas del equipo, aunque ni Marta ni Estíbaliz pudieron asistir debido a problemas con sus vuelos. En mayo de 1998, Estela, Marta, Tania y Estíbaliz, fueron invitadas por la Federación a asistir al Campeonato del Mundo de Sevilla, donde se reencontraron además con Nuria y Lorena, que aún pertenecían al conjunto nacional.
Giménez trabajó como entrenadora de gimnasia rítmica en el Club Sociedad Gimnástica Chamartín de Madrid para poder pagarse el alquiler de su piso. De 1997 a 2000 también fue modelo publicitaria para diversas marcas y empresas, protagonizando un anuncio publicitario de la campaña navideña de Iberdrola, en varios catálogos deportivos de El Corte Inglés en 1999, en un anuncio de televisión para promocionar Castilla y León o en una presentación de la ropa sport de Renault.

### Carrera como comunicadora

#### 1999-2004: etapa en TVE conEscuela del deporte

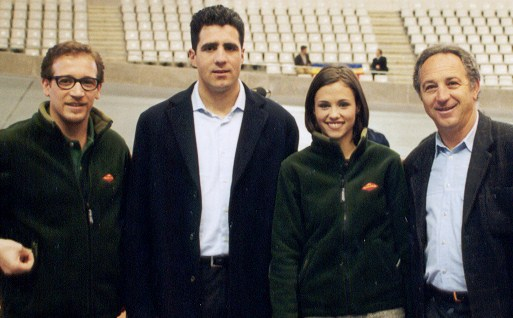
Giménez junto a Carlos Beltrán y los campeones olímpicos Miguel Induráin y Paquito Fernández Ochoa, en la grabación de un programa de Escuela del deporte en el año 2000.

En diciembre de 1999 apareció como invitada en un programa de Escuela del deporte en La 2 de TVE para hablar de gimnasia rítmica. Durante la grabación del mismo, el director del espacio, Bernardino Lombao, le ofreció hacer una prueba para ocupar un puesto de presentadora en dicho programa. Resultó escogida en el casting y desde febrero de 2000 pasó a presentar Escuela del deporte junto a Carlos Beltrán. El primer programa presentado por Estela se emitió el 5 de febrero de ese año. En 2001 Sandra Daviú se incorporó al plantel de presentadores. Este espacio, que se emitió de forma semanal, tenía como objetivo fomentar el deporte de base y por lo general cada programa estaba dedicado a una modalidad deportiva concreta de la que se realizaban retransmisiones de competiciones y reportajes.
El 5 de agosto de 2000, Estela participó junto a algunas de sus excompañeras de la selección en un homenaje a Emilia Boneva durante el Campeonato de España de Conjuntos de Gimnasia Rítmica celebrado en Málaga, en el que realizaron un ejercicio montado especialmente para la ocasión que estaba inspirado en el de 5 aros de 1996 y que habían entrenado las semanas previas con la ayuda de Ana Bautista. La propia Emilia viajó desde Bulgaria para asistir al evento, aunque sin tener conocimiento de que varias de sus antiguas pupilas le iban a realizar un homenaje. Marta Baldó no pudo participar en el acto y Lorena Guréndez asistió pero no realizó el ejercicio al ser componente aún de la selección nacional. El encargado de organizar el reencuentro fue Carlos Pérez, entonces Relaciones Externas del Programa ADO, después de que las propias Niñas de Oro le comentaran la idea. Días después volverían a realizar el ejercicio en Manzanares el Real (Madrid), siendo esta la última vez que se reencontraron con Emilia.
El 23 de noviembre de 2000, la Federación Española de Gimnasia pagó la deuda que tenía con las seis gimnastas del conjunto que había obtenido la medalla de oro en Atlanta. En 1996, la Asamblea General de la Federación Española de Gimnasia había acordado un premio de 5 millones de pesetas por gimnasta en caso de que lograran la medalla de oro en los Juegos Olímpicos. Este premio era diferente al que pagó el COE a las gimnastas por conseguir la medalla de oro, aunque tenía el mismo importe. Tras la celebración de las Olimpiadas, la Federación no reconocía ese premio, por lo que las gimnastas, instadas por la periodista Cristina Gallo, decidieron denunciar el caso en el Consejo Superior de Deportes y acudir a un abogado. Además, la Federación debía a varias gimnastas dinero de la gira de exhibiciones de 1996, de becas, de contratos de imagen y de algunos premios de torneos y campeonatos. Las presiones de algunos medios de comunicación (principalmente el programa de radio en el que trabajaba Cristina, Supergarcía, presentado por José María García), hicieron que a finales de 2000 el Estado habilitara una cuenta para que la Federación pagara finalmente la totalidad de la deuda contraída, que estaba en torno a los 41 millones de pesetas (unos 246 000 euros).
En abril de 2002, las componentes del conjunto de 1996 volvieron a reunirse en el V Certamen de Gimnasia Rítmica Interescolar, que fue organizado por MT en Zaragoza y donde cinco de ellas realizaron uno de los ejercicios de Atlanta, además de recibir un homenaje. Nuria Cabanillas y Lorena Guréndez no pudieron asistir a la semana en la que se entrenó el ejercicio, pero sí acudieron al acto.
Posteriormente, tras casi tres años al frente de Escuela del deporte, el programa decidió prescindir de ella. El último capítulo presentado por Giménez se emitiría en octubre de 2002. Debido a este hecho, tuvo una pequeña depresión. Se marchó entonces a Sierra Nevada, donde empezó a hacer snowboarding, deporte que aún practica. En su segundo año en Granada trabajó como camarera. Paralelamente, volvió a trabajar como Entrenadora Nacional de Gimnasia Rítmica en el Campus Nacional de Gimnasia Rítmica de Benicasim en julio de 2002, y en el I Campus de Gimnasia Rítmica de Marbella, organizado por la Real Federación Española de Gimnasia del 20 al 26 de agosto de 2003. En 2004, con 25 años de edad, regresó a la casa de su familia en Alicante. Trabajó entonces como dependienta en Zara hasta que empezó a presentar Esport divertit.

#### 2005-2008: llegada aEsport divertit, triunfo en¡MQB!yA mano
En febrero de 2005 empezó a presentar el programa Esport divertit, de los canales Punt 2 y Canal Nou de RTVV y realizado por la productora de televisión CDP, la misma que cinco años antes le había dado su primera oportunidad en el medio. Se trata de un espacio dedicado a fomentar el ejercicio físico entre los escolares de la Comunidad Valenciana mediante competiciones deportivas entre distintos colegios. Para poder presentarlo, tuvo que aprender a hablar valenciano. Junto a Xavo Giménez, estuvo al frente de este programa durante casi dos años.

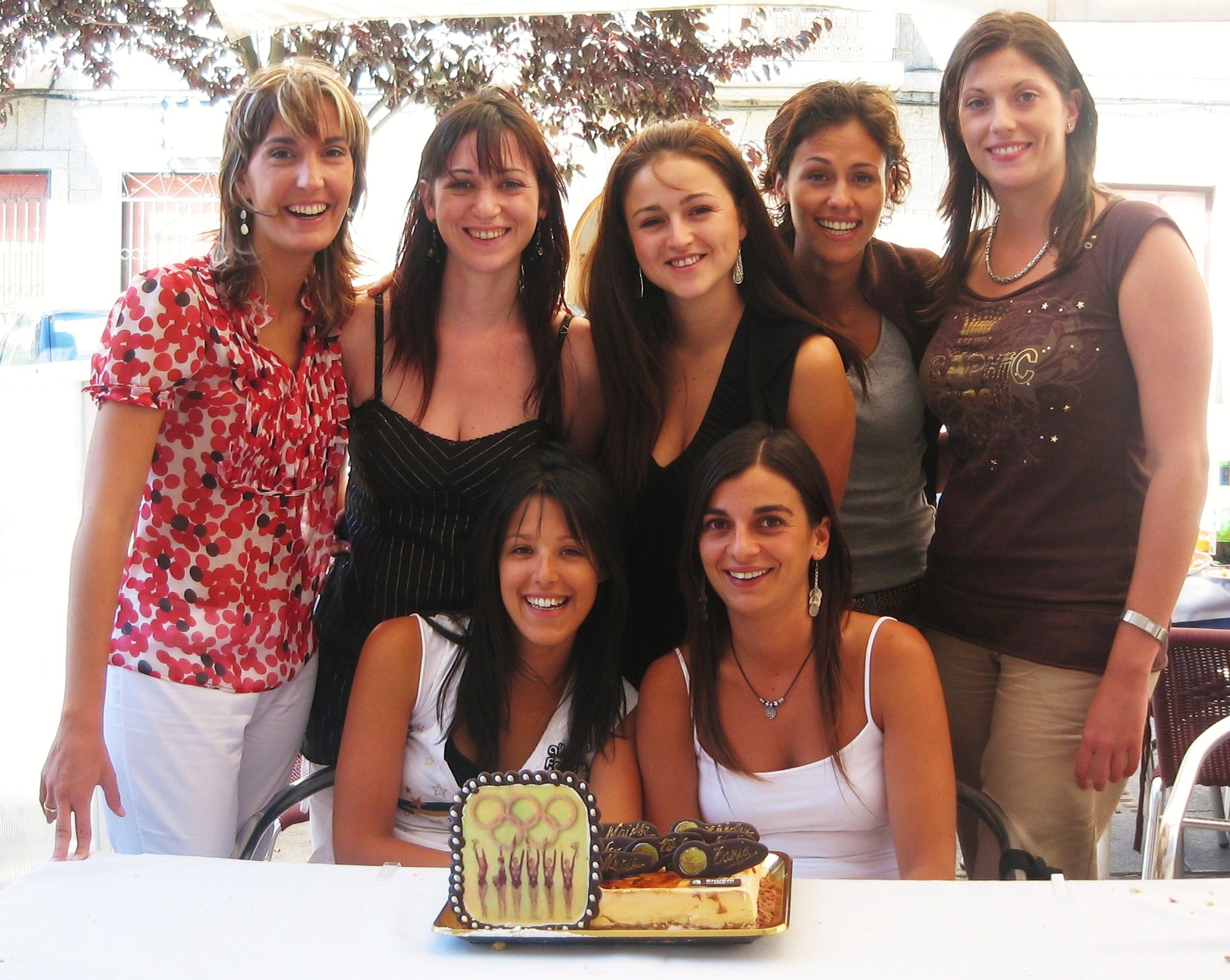
Estela (de pie, segunda a la derecha) junto al resto del conjunto de Atlanta 1996 en un reencuentro en 2006 registrado en el documental Las Niñas de Oro.

En agosto de 2006, junto al resto de sus excompañeras de la selección nacional de 1996, acudió a un reencuentro que tuvo lugar en Ávila durante tres días con motivo del décimo aniversario de la consecución de la medalla de oro en Atlanta 1996. Dicho encuentro lo organizó Carlos Beltrán junto a su productora, Klifas dreams, con el objetivo de grabar un documental en el que ellas mismas narrasen su historia, aunque no se estrenó hasta años más tarde bajo el título Las Niñas de Oro.
En septiembre de 2006 dejó su trabajo de presentadora para volver a Madrid y poder concursar así en el programa ¡Mira quién baila! de TVE en su cuarta edición. En este espacio, un conjunto de famosos competían en un concurso de baile de diversos estilos a lo largo de varias semanas. Giménez consiguió la victoria en la quinta y séptima galas. En la gala final, que se celebró el 18 de diciembre de 2006, logró además el triunfo absoluto del concurso, quedando por delante de Juan Alfonso Baptista Gato y Guillermo Martín. En el duelo final de la gala, en el que competía con Gato, resultó ganadora al conseguir el 53 % de los votos de los telespectadores. Donó los 25 000 euros de premio a la Asociación de Padres de Autistas de la Comunidad Valenciana. El 30 de noviembre de 2006, las seis campeonas olímpicas en Atlanta asistieron a la Gala Anual de la Real Federación Española de Gimnasia, celebrada en Madrid, en la que fueron además homenajeadas.
Para marzo de 2007 se empezó a emitir el programa de bricolaje A mano en Antena.Nova, espacio que presentó junto a Javier Estrada. A lo largo de unos 70 capítulos, Giménez interpretó el papel de pareja de Estrada, que desempeñaba las labores de bricolaje que tenían como objetivo la remodelación de la casa en la que ambos residían. En 2007 también colaboró para el canal temático Vía Vida TV prestando su imagen. Ese mismo año comenzó a participar en la empresa StarDreams, integrada por varios destacados deportistas como Almudena Cid, Gervasio Deferr, Antonio Maceda, Julio Salinas, Albert Ferrer, Blanca Fernández Ochoa, Martín Fiz, Amaya Valdemoro, Fernando Romay o Xavi Torres y dedicada principalmente al asesoramiento a directivos y ejecutivos en la mejora del rendimiento laboral.
El 7 de enero de 2008 participó en la denominada «final de finales» de ¡Mira quién baila! en la que compitieron los ganadores de cada una de las seis ediciones del programa, al igual que otros concursantes. A mediados de enero, concursó en el programa de telerrealidad Supervivientes: Perdidos en Honduras 2008 de Telecinco. Sin embargo, su estancia en el concurso fue corta, ya que decidió abandonarlo al quinto día de estar en la isla tras sufrir una crisis de pánico. Según sus propias palabras, tuvo un bloqueo mental causado principalmente porque el concurso comenzó un día antes de lo que la organización del programa había dicho inicialmente a los participantes; además, Giménez enfermó de gastroenteritis mientras permanecía en la isla.
En abril de ese mismo año estuvo al frente del acto de presentación de patrocinadores de Madrid 2016 y en septiembre trabajó brevemente como colaboradora en el programa Visto y oído de Cuatro, en el que comentaba el concurso Circus, más difícil todavía.

#### 2008-presente: incorporación aInsert Coiny nuevos proyectos

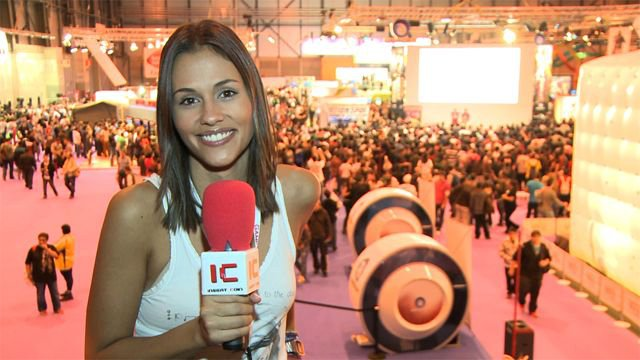
Estela Giménez durante la grabación de un reportaje para Insert Coin en el Gamefest 2010.

En noviembre de 2008 se incorporó como presentadora al programa de videojuegos Insert Coin, emitido en los canales AXN, Sony Entertainment Television y posteriormente, también en Animax. Lo hizo a finales de la cuarta temporada del mismo, en sustitución de su antigua presentadora, Berta Collado. El primer programa presentado por Estela se emitió el 22 de noviembre de ese año. Insert Coin se emitió semanalmente con una duración de 30 minutos. En él se informaba sobre las noticias más recientes del mundo del ocio digital y los videojuegos, y se realizaban diversos análisis de los últimos lanzamientos y reportajes semanales, estos últimos realizados en ocasiones por Giménez.
En diciembre de 2009 se convirtió en la imagen en España de Your Shape, un videojuego de fitness desarrollado por Ubisoft para Wii, y protagonizó además el anuncio de televisión del mismo. En febrero de 2010 participó como modelo en el desfile solidario Lancia THINK’IN de la Cibeles Madrid Fashion Week. A finales de octubre de 2010 empezó a colaborar como contertulia en el espacio deportivo Tiramillas del canal temático Marca TV.
El 14 de enero de 2012 se emitió en AXN el último programa de Insert Coin, después de siete temporadas y cinco años y medio de historia, los tres últimos con Estela como presentadora. Estuvo al frente de un total de 151 episodios. De diciembre de 2011 a enero de 2012 realizó labores de administración y secretariado en PRISA Brand Solutions y ese mismo año se formó como asistente de dirección en Deusto Formación.

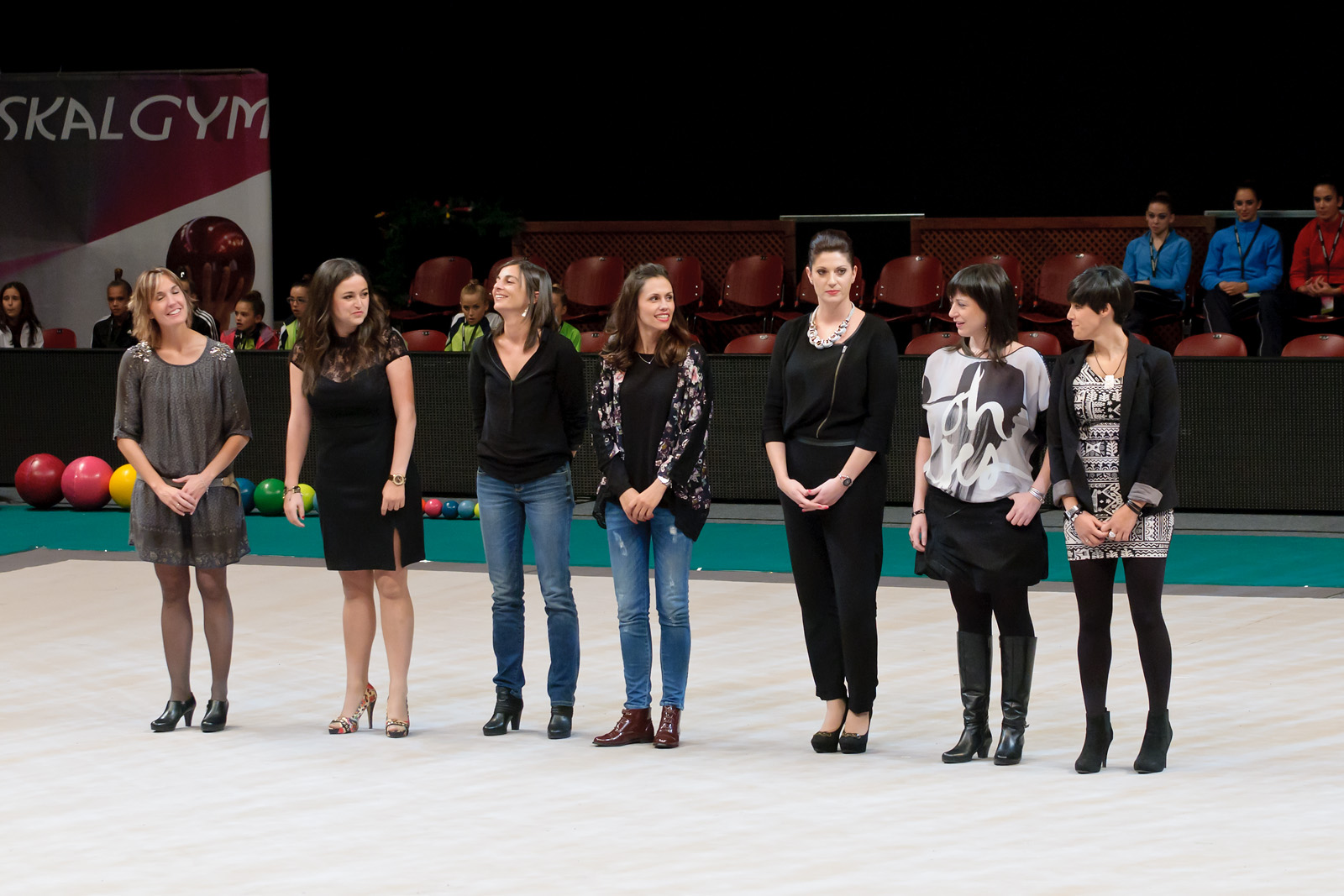
Estela (cuarta por la izqda.) y las demás Niñas de Oro en el homenaje en el Euskalgym 2014.

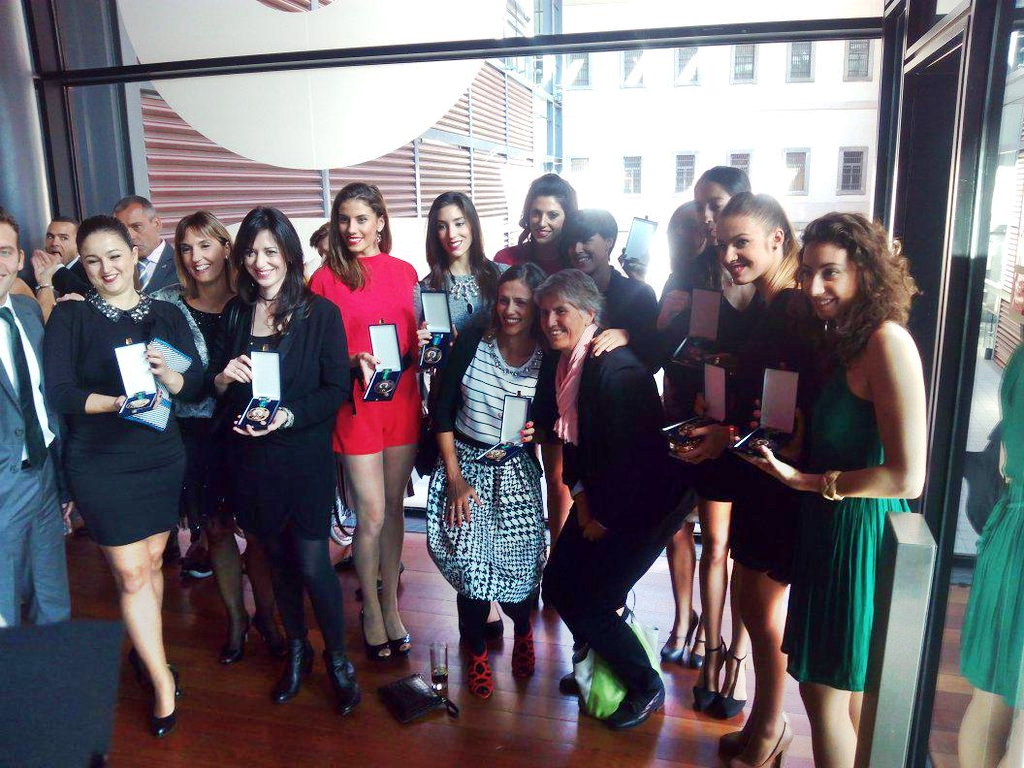
Las Niñas de Oro con el Equipaso y Paloma del Río en la entrega de la ROMD (2015).

En diciembre de 2013 se estrenó en YouTube el documental Las Niñas de Oro, grabado durante el reencuentro de las siete excomponentes del conjunto en 2006. Dirigido por Carlos Beltrán y de 54 minutos de duración, se presentó dividido en cinco partes, siendo la primera subida el día 9 y la última el día 26. El documental narra, a través de entrevistas a las propias gimnastas, el antes, el durante y el después de la medalla de oro de Atlanta.
El 8 de noviembre de 2014, las siete integrantes del conjunto de 1996 fueron homenajeadas en la IX Gala Internacional de Gimnasia Rítmica Euskalgym, que se celebró por primera vez en Vitoria. En la misma, se llevó a cabo una proyección de imágenes sobre el tapiz consistente en los nombres de las gimnastas con el logotipo de los Juegos Olímpicos de Atlanta 1996 y la medalla de oro de fondo, mientras sonaba la música de su ejercicio de aros en aquellas Olimpiadas. A continuación, las siete gimnastas salieron a la pista para hacerles entrega de la Medalla Euskalgym y recibir una placa conmemorativa de manos de José Luis Tejedor y Javier Maroto, presidente de la Federación Vasca de Gimnasia y alcalde de Vitoria respectivamente, ante la presencia de las casi 9000 personas que asistieron a la gala en el Fernando Buesa Arena. Fue el primer reencuentro de las Niñas de Oro al completo tras la reunión de 2006.

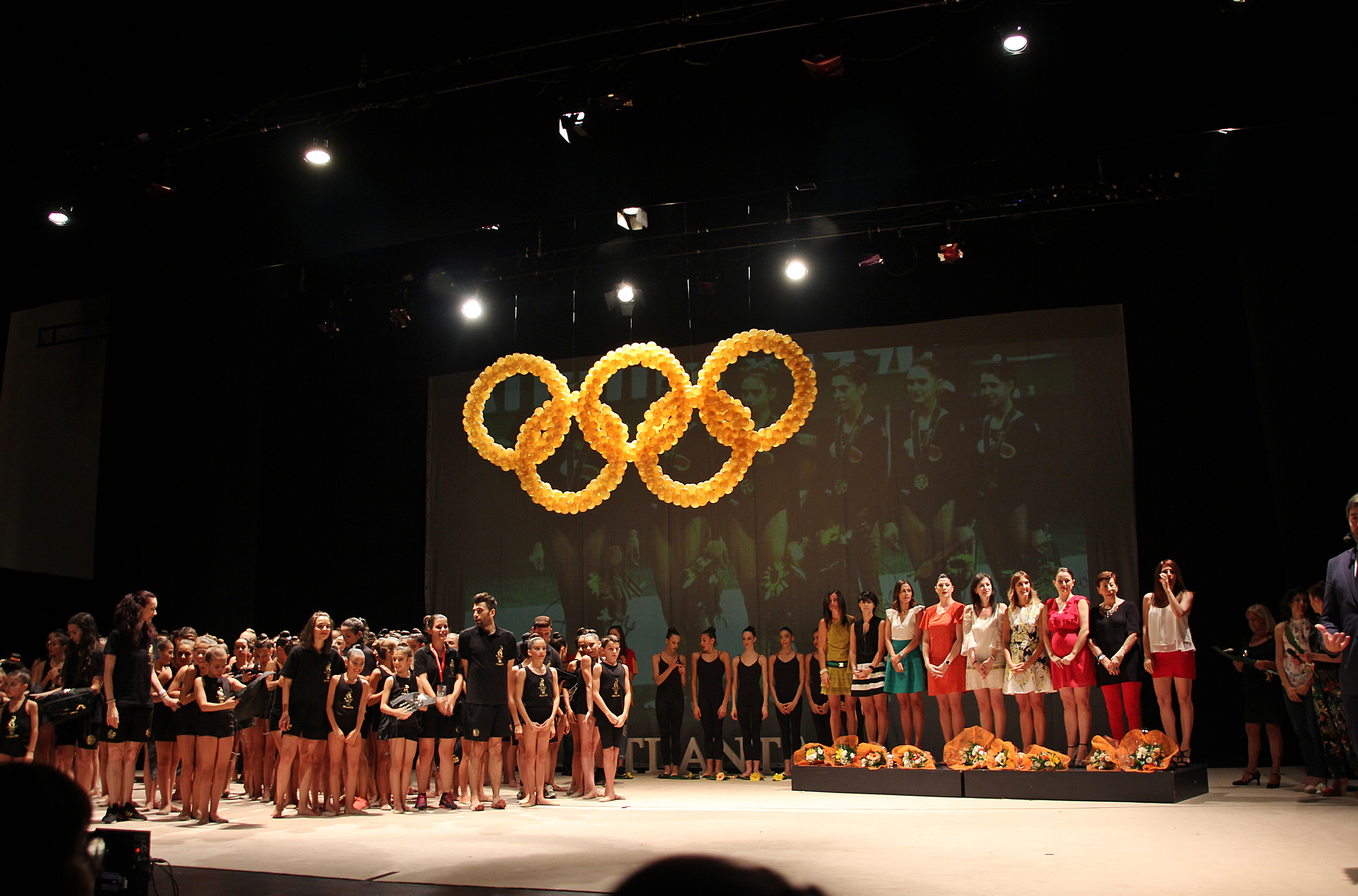
El conjunto en la Gala 20.º Aniversario (2016).

El 14 de octubre de 2015, las seis campeonas olímpicas en Atlanta, entre ellas Estela, recibieron la Medalla de Oro de la Real Orden del Mérito Deportivo, otorgada por el Consejo Superior de Deportes, la máxima distinción que puede obtener un deportista español. El galardón les había sido concedido el 28 de julio del mismo año. El acto de entrega fue presidido por Íñigo Méndez de Vigo, Ministro de Educación, Cultura y Deporte, y por Miguel Cardenal, presidente del CSD, y tuvo lugar en el auditorio del Museo Nacional Centro de Arte Reina Sofía (Madrid). Al mismo asistió también Maider Esparza. Además, en el mismo evento fueron galardonadas con la Medalla de Bronce el conjunto español de gimnasia rítmica de 2014, conocido como el Equipaso, siendo la primera vez que ambas generaciones de gimnastas se reunían.
De 2012 a 2015, Estela trabajó en labores de atención al cliente y administración en una empresa de seguridad, y en 2015 fue responsable de administración en una clínica de Madrid dedicada a tratamientos médicos y nutricionales dirigidos a la preparación y mejora del rendimiento de deportistas. Desde 2006 posee además el Nivel 3 de Entrenadora Nacional de Gimnasia Rítmica.
El 23 de julio de 2016 se reencontró con el resto de las Niñas de Oro en la Gala 20.º Aniversario de la Medalla de Oro en Atlanta '96, que tuvo lugar en el Palacio de Congresos de Badajoz en el marco del X Campus Internacional de Gimnasia Rítmica Nuria Cabanillas. Al homenaje acudieron también varias exgimnastas de la selección como Carolina Pascual, Almudena Cid, Alba Caride, Ana Bautista, Carolina Malchair, Marta Calamonte, María Eugenia Rodríguez y Ana María Pelaz, así como la jueza internacional Maite Nadal y la coreógrafa del conjunto de Atlanta, Marisa Mateo. El conjunto nacional júnior realizó además dos exhibiciones durante la gala, que contó igualmente con actuaciones de Carolina Pascual y los participantes del Campus. Se emitió asimismo un mensaje grabado de la exseleccionadora Emilia Boneva desde su casa de Bulgaria.
El 13 de julio de 2017 asistió en Barcelona a la reunión y a la gala homenaje a los medallistas olímpicos españoles por el 50.º Aniversario del diario As que tuvieron lugar en el Estadio Olímpico Lluís Companys y en el Museo Nacional de Arte de Cataluña respectivamente, donde se reencontró con sus compañeras del conjunto Marta Baldó, Tania Lamarca y Estíbaliz Martínez, además de con el Equipaso y con Carolina Pascual.
Aunque finalmente una de las calles que circunda el Club Atlético Montemar de Alicante ha pasado a llevar el nombre de «Gimnasta Maisa Lloret», el 15 de noviembre de 2016 se había aprobado que esa misma calle llevara el nombre de «Deportista Estela Giménez Cid», ratificándose también sendas calles para las gimnastas Marta Baldó y Maisa Lloret, entre otras, todas encuadradas en el proceso del cambio de nomenclatura de las calles en aplicación de la Ley de Memoria Histórica. A finales de diciembre tuvo lugar la colocación de las placas sin ningún previo aviso hacia las gimnastas y sin la realización de ningún acto, por lo que Estela mostró su descontento en las redes sociales. Posteriormente, recibió las disculpas tanto de alcaldía como de las concejalías de Memoria Histórica y de Estadística, encargadas de la colocación de las placas. Sin embargo, poco después una decisión judicial obligó al restablecimiento de las anteriores placas y el cambio de nomenclatura de las calles se suspendió. El 15 de diciembre de 2017 los partidos políticos con representación municipal acordaron que esa calle llevara el nombre de «Gimnastas olímpicas alicantinas», aunque posteriormente se sustituyó ese acuerdo por el actual.
Del 27 al 28 de octubre de 2018, las seis campeonas olímpicas se volvieron a reunir en Madrid con el objetivo de grabar un reportaje, regresando además al Gimnasio Moscardó, lugar donde entrenaban en su etapa en la selección. Bajo el título «Spain's "Las Niñas de Oro"», sería estrenado a nivel mundial el 2 de septiembre de 2019 como el episodio 8 de la 2.ª temporada del programa Legends Live On de Eurosport 1 y Olympic Channel.
El 16 de noviembre de 2019, con motivo del fallecimiento de Emilia Boneva, unas 70 exgimnastas nacionales, entre ellas Estela, se reunieron en el tapiz para rendirle tributo durante el Euskalgym. El evento tuvo lugar ante 8500 asistentes en el Bilbao Exhibition Centre de Baracaldo y fue seguido además de una cena homenaje en su honor. El 25 de septiembre de 2021, para conmemorar el 25.º aniversario de Atlanta 1996 y con motivo de la Semana Europea del Deporte 2021, las seis campeonas olímpicas se reunieron en Madrid para un coloquio presentado por el periodista Jesús Álvarez en el que rememoraron su carrera deportiva.

## Legado e influencia

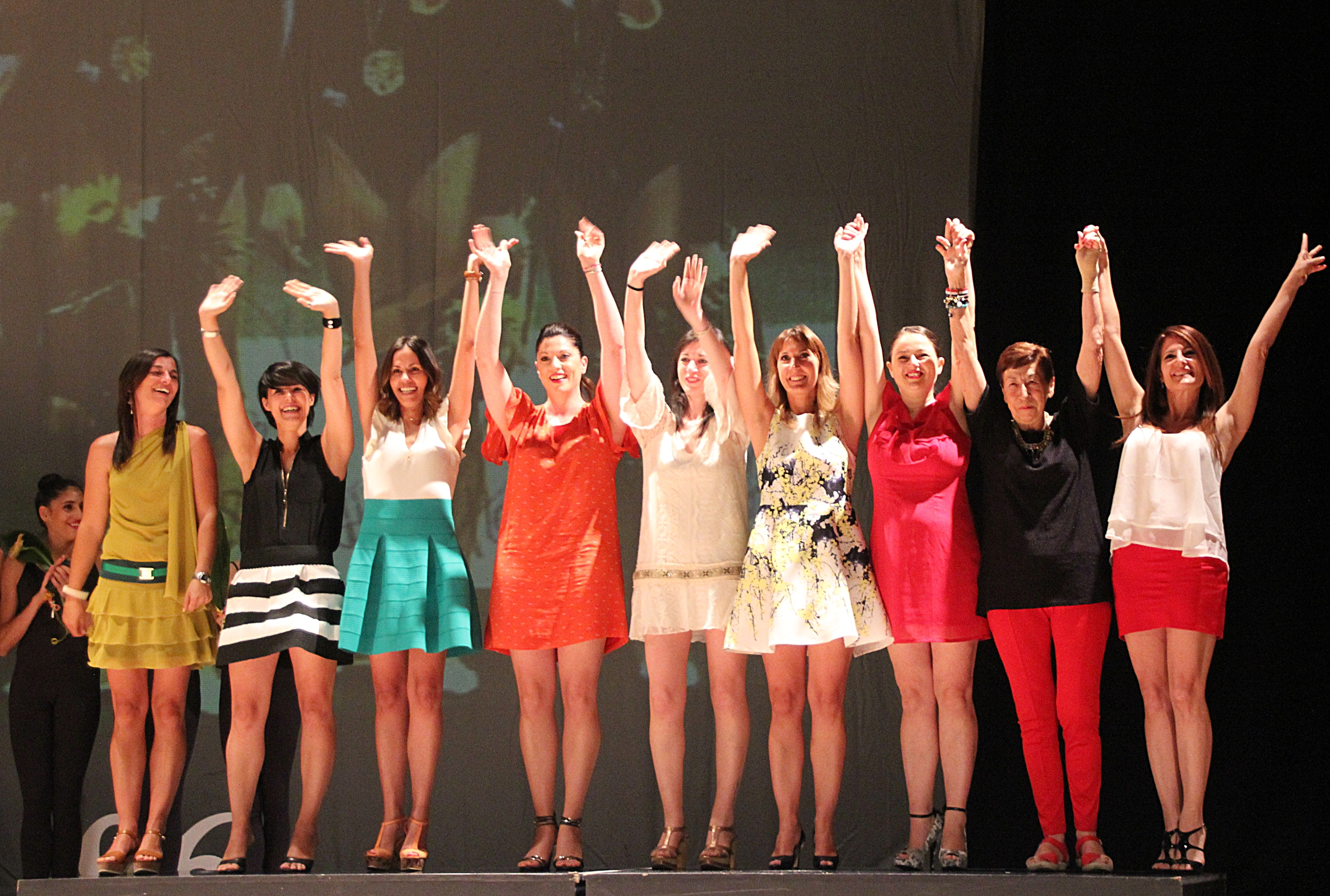
Estela (3ª a la izqda.) con las demás Niñas de Oro, Maite Nadal y Marisa Mateo, en la Gala 20.º Aniversario (2016).

La excapitana del conjunto español Ana María Pelaz declaró en una entrevista en 2009 tras su retirada que «cuando vi a la selección en Atlanta '96 me dije: yo quiero ser como ellas». La gimnasta Carolina Rodríguez, preguntada en una ocasión por los orígenes de su pasión por la rítmica, manifestó que «en 1996, tras ver ganar el oro a España en Atlanta, con 10 años, supe que algún día querría estar ahí, que quería ser olímpica». Alejandra Quereda, actual capitana del conjunto español conocido como el Equipaso, preguntada en 2014 por lo que para ella había sido lo más increíble que ha pasado en la gimnasia, contestó que «El oro de España en Atlanta. Marcó la historia de nuestra gimnasia. Desde ahí todo cambió».
La seleccionadora en aquella etapa, Emilia Boneva, concedió una entrevista a la revista Sobre el tapiz en 2016, donde recordó el momento del oro olímpico: 

«Nunca voy a olvidar nuestro ejercicio final cuando el público, con el pabellón lleno, se levantó para aplaudirnos. ¡Fue un momento inolvidable! Como también lo fue el momento en el que las seis chicas subieron al pódium con las medallas en el pecho, brillando como pequeños soles. Esto no es un recuerdo, es una realidad que tengo siempre presente. Ese momento fue la cumbre de mi carrera como entrenadora [...] Es muy importante crear complicidad entre las gimnastas para que juntas luchen por el mismo objetivo. Las seis Niñas de Oro consiguieron ser buenas amigas y siguen siéndolo a día de hoy».

Tras el estreno del documental Las Niñas de Oro en 2013, su director, Carlos Beltrán, se manifestaba así en una entrevista al respecto de la acogida del filme: 

«Es impresionante el tirón que tiene esta historia y la de gente que las quiere. Estas mujeres y Emilia Boneva escribieron una de las más hermosas historias del deporte de nuestro país. Con todos los componentes de la élite y la épica y con todos los de la amistad en edad infantil. El desdén con el que nuestro sistema relega al olvido a estas chicas es algo que tendrá que revisarse pronto, porque no hay ningún derecho».

El montaje de 5 aros de 1996 ha sido homenajeado posteriormente por otras gimnastas, como en el ejercicio de exhibición del conjunto júnior español en el Euskalgym 2012 (integrado por Paula Gómez, Sara González, Miriam Guerra, Claudia Heredia, Carmen Martínez, Victoria Plaza y Pilar Villanueva), donde se usaba, al igual que en el ejercicio de 1996, «America» de Leonard Bernstein, además de otros dos temas de banda sonora de West Side Story: «Dance at the Gym» y «Overture». El conjunto júnior español de 2016 (Mónica Alonso, Victoria Cuadrillero, Clara Esquerdo, Ana Gayán, Alba Polo, Lía Rovira y Sara Salarrullana) también homenajeó este ejercicio en la Gala 20.º Aniversario de la Medalla de Oro en Atlanta '96, usando la misma música y emulando algunos movimientos del montaje original. En el Euskalgym 2018, las gimnastas Saioa Agirre, Teresa Gorospe, Izaro Martín y Salma Solaun representaron también parte del ejercicio durante el homenaje a las gimnastas rítmicas olímpicas vascas.

### En la cultura popular
Entre otras apariciones en la cultura popular, Estela ha servido de base para el personaje de Estrella, que aparece en la serie de cuentos infantiles Olympia (2014), escritos por Almudena Cid e ilustrados por Montse Martín. Asimismo, el relato de la vida de las Niñas de Oro en la concentración nacional está presente en la autobiografía novelada Lágrimas por una medalla (2008), escrita por Tania Lamarca y Cristina Gallo. Reseñas del hito de la medalla olímpica aparecen en libros como Españoles de oro (1999) de Fernando Olmeda y Juan Manuel Gozalo, Enredando en la memoria (2015) de Paloma del Río, o Pinceladas de rítmica (2017) de Montse y Manel Martín. En 2017 la artista peruana Kristhel Ramos realizó una ilustración de Estela para el proyecto 365 mujeres ilustradas, y para 2020 Sara Calderón pintó un retrato suyo al óleo para la muestra Madrileñas de Oro, Plata y Bronce.

## Trayectoria en los medios
Programas de televisión presentados
| Año       | Programa            | Cadena                     | Notas                                                                                    |
| --------- | ------------------- | -------------------------- | ---------------------------------------------------------------------------------------- |
| 2000-2002 | Escuela del deporte | La 2 de TVE                | Presentadora junto a Carlos Beltrán y Sandra Daviú de febrero de 2000 a octubre de 2002. |
| 2005-2006 | Esport divertit     | Punt 2 y Canal Nou de RTVV | Presentadora junto a Xavo Giménez de febrero de 2005 a septiembre de 2006.               |
| 2007      | A mano              | Antena.Nova                | Presentadora junto a Javier Estrada de marzo a junio de 2007.                            |
| 2008-2012 | Insert Coin         | AXN, Sony TV y Animax      | Presentadora y reportera de noviembre de 2008 a enero de 2012.                           |

| Apariciones en televisión y radio |
| --- |
| 1996 - Día a día (Telecinco): invitada junto al resto del conjunto español campeón olímpico. 1997 - XVII Gala del Deporte (La 2 de TVE / 24-02-1997): premiada. 1999 - Todo en familia (La 1 de TVE / 14-05-1999): invitada. - Escuela del deporte 1.ª temporada: programa 9 (La 2 de TVE / 18-12-1999): invitada. 2000 - Línea 900 La otra cara de la medalla (La 2 de TVE / 22-10-2000): aparición en reportaje. - Pasapalabra (Antena 3 / 21, 22 y 28-11-2000): invitada. 2001 - Premios Veo Veo Nacionales 2000 (La 1 de TVE / 05-01-2001): jurado. 2006 - Furor (canales de FORTA / 19-08-2006): concursante. - ¡Mira quién baila! 4.ª edición (La 1 de TVE / desde el 11-09-2006 hasta el 18-12-2006): concursante. 2007 - ¡Mira quién baila! Final especial de Navidad (La 1 de TVE / 08-01-2007): invitada (bailarina). - ¡Mira quién baila! 5.ª edición: programa 3 (La 1 de TVE / 29-01-2007): jurado. - Vamos a cocinar con José Andrés Programa 194 (La 1 de TVE / 10-02-2007): invitada. - Gente de mente (Cuatro / 16-03-2007): concursante. - Gran Slam (Cuatro / 21-04-2007): invitada. - ¡Mira quién baila a Eurovisión! Programa 4 (La 1 de TVE / 21-05-2007): concursante. - Las mañanas de Cuatro (Cuatro / 05-06-2007): invitada. - El Grand Prix del verano Edición 2007: programa 1 (canales de FORTA / 30-06-2007 en Telemadrid): madrina de Mogente. - ¡Mira quién baila a Eurovisión! Final (La 1 de TVE / 09-07-2007): concursante. - Pasapalabra (Telecinco / 26, 27 y 30-07-2007): invitada. - Furor Especial de deportistas (canales de FORTA / 12-08-2007): concursante. - ¡Mira quién baila! Eurovisión (La 1 de TVE / 01-09-2007): invitada (bailarina). - Identity (La 1 de TVE / 2007): personaje oculto. - Todos ahhh 100 3.ª temporada: programa 6 (La Sexta / 12-10-2007): invitada. - Gala FAO 2007 (La 1 de TVE / 15-12-2007): invitada (bailarina). 2008 - ¡Mira quién baila! Final de finales (La 1 de TVE / 07-01-2008): concursante. - Supervivientes: Perdidos en Honduras 2008 (Telecinco / desde el 17 hasta el 21-01-2008): concursante. - Supervivientes: Perdidos en Honduras 2008 Gala 2 (Telecinco / 24-01-2008): invitada. - El programa de Ana Rosa (Telecinco / 28-01-2008): invitada. - Gran Vía (Cadena SER / 10-02-2008): invitada. - Pasapalabra (Telecinco / 11, 12 y 13-02-2008): invitada. - Regreso al futuro (Canal Sur TV / 06-04-2008): entrevistada en reportaje. - PokerStars: Enséñame a jugar Programas 1 a 7 (Telecinco 2 / desde el 22 hasta el 28-06-2008): concursante. - Visto y oído (Cuatro / septiembre de 2008): colaboradora. - Pasapalabra (Telecinco / 26, 27 y 28-10-2008): invitada. 2009 - Escuela de padres en apuros (La 2 de TVE / 27-06-2009): invitada. - Pasapalabra (Telecinco / 24, 25 y 28-12-2009): invitada. 2010 - Bertiniños Programa 2 (Intereconomía TV / 16-04-2010): invitada. - Password Especial Mundial, 3.ª temporada: programa 103 (Cuatro / 10-06-2010): concursante. - Tiramillas (Marca TV / desde el 26-10-2010 hasta diciembre de 2010): contertulia. 2012 - Londres 2.12 Programa 3 (COPE / 24-01-2012): entrevistada. - Londres en juego Gimnasia rítmica (Teledeporte / 05-03-2012): redifusión de la final de conjuntos de gimnasia rítmica en Atlanta 1996. - Sálvame (Telecinco / 17-07-2012): entrevistada en reportaje. 2013 - Planeta olímpico 3.ª temporada: programa 38 (Radio Marca / 13-06-2013): entrevistada. 2014 - SER Deportivos Vitoria (Cadena SER Vitoria / 19-11-2014): entrevistada en reportaje. - Euskalgym 2014 (ETB 1 / 22-11-2014): homenajeada. 2015 - Cámbiame 1.ª temporada: programa 24 (Telecinco / 16-07-2015): invitada. 2016 - La hora ALT 1.ª temporada: programa 2 (Soy ALT / 07-04-2016): colaboradora. 2019 - Legends Live On Spain’s "Las Niñas de Oro", 2.ª temporada: programa 8 (Eurosport 1 y Olympic Channel / 02-09-2019): protagonista del reportaje junto al resto del conjunto campeón olímpico. |

| Otras apariciones públicas |
| --- |
| - Gala de entrega de medallas de la Real Orden del Mérito Deportivo (18-02-1997): premiada. - Acto de presentación del Código de Ética Deportiva del Consejo Superior de Deportes (05-05-1997): participante. - Gala de entrega de los Premios Nacionales del Deporte 1996 (05-06-1997): premiada. - Gala Anual de la Real Federación Española de Gimnasia (30-11-2006): homenajeada. - XI Gala del Deporte de Arganda del Rey (16-12-2006): presentadora junto a Óscar Martínez. - VII Gala del Deporte de Crevillente (23-11-2007): abanderada. - Acto de presentación de patrocinadores de Madrid 2016 (04-04-2008): presentadora. - XXIII Gala del Deporte Local de Puertollano (27-06-2008): presentadora junto a Fran Tamaral. - XXIV Gala del Deporte Local de Puertollano (19-06-2009): presentadora junto a Fernando Romay. - Cibeles Madrid Fashion Week - Desfile solidario Lancia THINK’IN (23-02-2010): modelo. - I Gala del Deporte de Villanueva del Pardillo (29-05-2010): presentadora junto a Julián Reyes. - Evento "125 vueltas por la igualdad de la mujer" (08-03-2011): participante. - XIII Gala de la Fundación Deporte Alcobendas (Fundal) (07-06-2012): premiada. - Gala de P&G «Gracias, mamá» en Barcelona (27-07-2012): presentadora. - Gala del XXV Trofeo Ayuntamiento de Alicante (28-02-2014): homenajeada. - IX Gala Internacional de Gimnasia Rítmica Euskalgym (08-11-2014): homenajeada. - Gala de entrega de medallas de la Real Orden del Mérito Deportivo (14-10-2015): premiada. - Gala 20.º Aniversario de la Medalla de Oro en Atlanta '96 (23-07-2016): homenajeada. - Gala homenaje a los medallistas olímpicos por el 50.º Aniversario del diario As (13-07-2017): homenajeada. - I Gala del Deporte Femenino de Leganés (07-03-2019): encargada de entregar premios junto a Lucía Morales, Vanessa Veiga y Elena Ayllón. |

| Publicidad |
| --- |
| - Dos anuncios de Cola Cao (1996). Aparición junto al resto del equipo en dos spots televisivos para Cola Cao, entonces patrocinador del Programa ADO. - Anuncio de Campofrío (1996). Aparición junto al resto de la selección española en anuncio de televisión de la empresa cárnica, entonces patrocinador de la Federación. - Anuncio publicitario de la campaña navideña de Iberdrola. - Modelo publicitaria de El Corte Inglés (1999). Fue modelo fotográfica en dos catálogos de ropa deportiva de la empresa. - Aparición en anuncio televisivo de promoción de Castilla y León. - Modelo en la presentación de la ropa sport de Renault. - Imagen del canal temático Vía Vida TV (2007). Protagonizó un video de promoción del canal. - Imagen de la marca de óptica Varcam Eyewear (2008). - Imagen del videojuego Your Shape de Ubisoft en España (2009). Protagonizó además el anuncio de televisión. |

| Prensa: entrevistas y reportajes |
| --- |
| - El Semanal TV N.º 714 (29-06-2001 a 05-07-2001): entrevista. - ¡Hola! N.º 3254 (6 a 13-12-2006): portada y reportaje. - esMADRIDmagazine N.º 25 (julio - agosto de 2008): entrevista. - Corricolari N.º 258 (noviembre de 2008): portada y entrevista. - Marca Player N.º 4 (diciembre de 2008): entrevista. - Sobre el tapiz N.º 1 (diciembre de 2010): entrevista. - NutriTienda Magazine N.º 2 (marzo de 2012): entrevista. - RFEGimnasia N.º 3 (junio de 2017): entrevista. - As N.º 16870 (14-07-2017): portada y reportaje. |

| Filmografía                                                                                  |
| -------------------------------------------------------------------------------------------- |
| - Las Niñas de Oro (2013), dirigido por Carlos Beltrán. Documental. Aparece como ella misma. |

## Equipamientos
| Período        | Proveedor  |
| -------------- | ---------- |
| 1995-1997      | Arena      |
| 1996 (JJ. OO.) | John Smith |

## Música de los ejercicios
| Año  | Aparatos                                       | Música |
| ---- | ---------------------------------------------- | --- |
| 1994 | 6 cuerdas                                      | Banda sonora de The Addams Family, compuesta por Marc Shaiman. |
| 1994 | 4 aros y 4 mazas                               | «Furia española». |
| 1994 | Ejercicio de exhibición (Manos libres)         | «Chica ye ye», compuesta por Augusto Algueró. |
| 1995 | 5 aros                                         | Pieza Asturias (Leyenda), perteneciente a la Suite española, Op. 47 de Isaac Albéniz. |
| 1995 | 3 pelotas y 2 cintas                           | Tango «Verano porteño», de Astor Piazzolla. |
| 1995 | Ejercicio de exhibición (Manos libres)         | Sevillana «Tócala, tócala», de Cantores de Híspalis. |
| 1996 | 5 aros                                         | Medley de varias canciones pertenecientes a musicales norteamericanos, principalmente «America», compuesta por Leonard Bernstein e incluida en West Side Story, o «I Got Rhythm» y «Embraceable You», temas creados por George Gershwin y que aparecieron en la banda sonora de Un americano en París. |
| 1996 | 3 pelotas y 2 cintas                           | «Amanecer andaluz». |
| 2000 | Ejercicio de exhibición (Manos libres, 5 aros) | Medley de los temas «Anahita Will Sustain You» de Jamshied Sharifi e «Illumination» de Secret Garden. |

## Palmarés deportivo

### A nivel de club
| 1992 - Campeonato de España de Conjuntos en Málaga Bronce en concurso general (categoría júnior) Bronce en 6 aros | 1993 - Campeonato de España de Conjuntos en Gijón Plata en concurso general (primera categoría) Oro en 6 cuerdas Oro en 4 aros y 4 mazas |

### Selección española
| 1994 - Austria Cup Oro en concurso general - International Group Masters Hannover Bronce en concurso general - Campeonato del Mundo de París Plata en concurso general Bronce en 6 cuerdas Bronce en 4 aros y 4 mazas 1995 - Torneo Internacional de Portimão Bronce en concurso general Bronce en 5 aros - DTB-Pokal Karlsruhe 6.º puesto en concurso general 6.º puesto en 3 pelotas y 2 cintas - Campeonato de Europa de Praga Bronce en concurso general Bronce en 5 aros Plata en 3 pelotas y 2 cintas - Alfred Vogel Cup Oro en concurso general Oro en 5 aros Oro en 3 pelotas y 2 cintas - International Group Masters Hannover Plata en concurso general | 1995 (continuación) - Campeonato del Mundo de Viena Plata en concurso general Plata en 5 aros Oro en 3 pelotas y 2 cintas - Epson Cup Bronce en concurso general 1996 - Kalamata Cup Oro en concurso general - DTB-Pokal Karlsruhe Bronce en concurso general Oro en 5 aros Oro en 3 pelotas y 2 cintas - Ciudad de Zaragoza Oro en concurso general Oro en 5 aros Oro en 3 pelotas y 2 cintas - Campeonato del Mundo de Budapest Plata en concurso general 4.º puesto en 5 aros Oro en 3 pelotas y 2 cintas - Juegos Olímpicos de Atlanta 1996 2.º puesto en preliminares Oro en final y diploma olímpico - Epson Cup Plata en concurso general |

## Premios, reconocimientos y distinciones

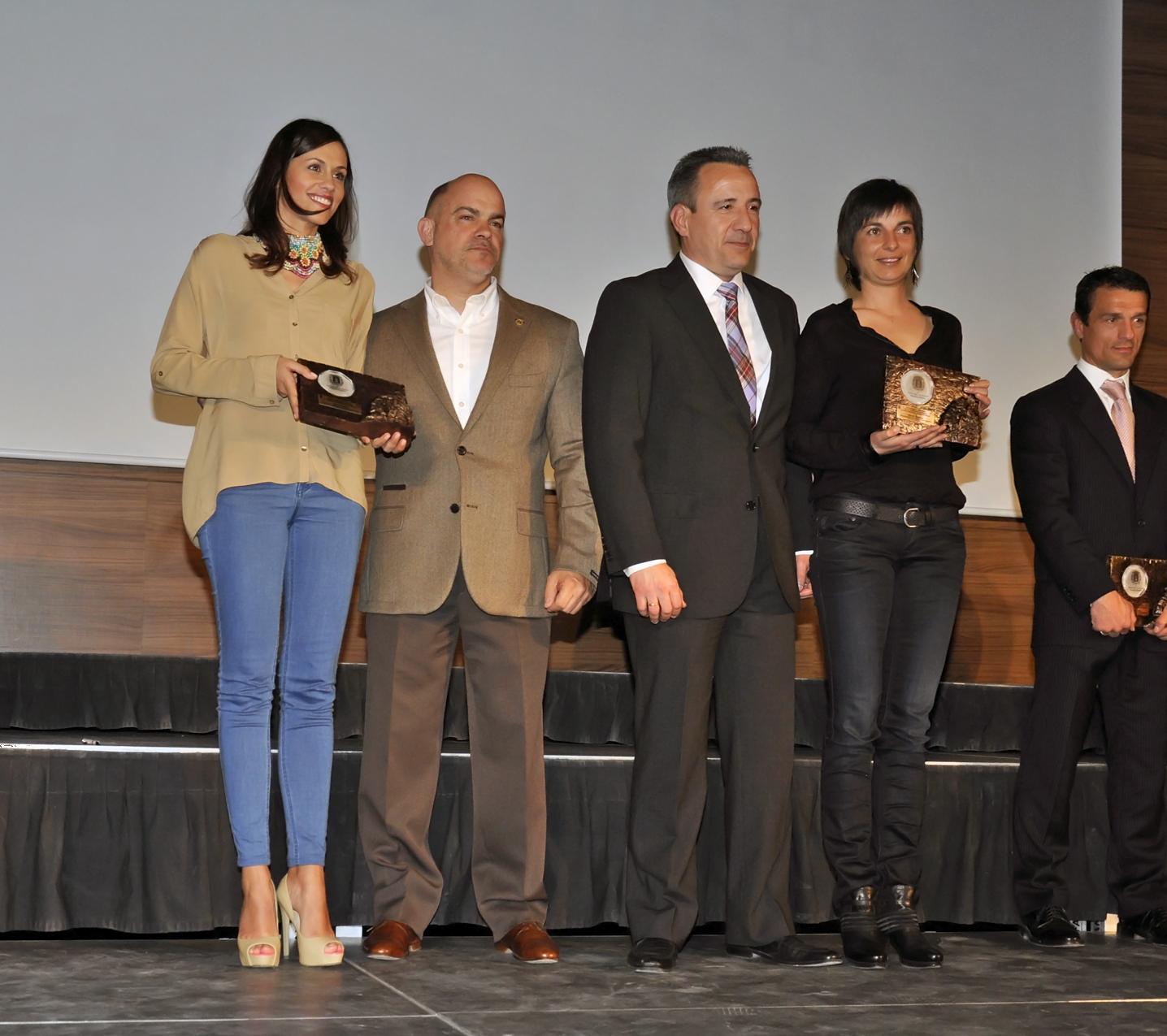
Estela (izqda.) y Marta Baldó siendo galardonadas en la Gala del Trofeo Ayuntamiento de Alicante en 2014.

- Galardonada en la XVI Gala Nacional del Deporte de la Asociación Española de la Prensa Deportiva (1996)[255]
- Trofeo Ayuntamiento de Alicante al mejor deportista alicantino absoluto de 1995 (ex aequo con Marta Baldó), otorgado por la Asociación de la Prensa Deportiva de Alicante (1996)[256][257]
- Medalla de Oro de la Generalidad Valenciana al Mérito Deportivo (1996)[70]
- Orden Olímpica, otorgada por el COE (1996)[67]
- Placa de Oro de la Real Orden del Mérito Deportivo, otorgada por el Consejo Superior de Deportes (1996)[68][207][258]
- Premio Importantes de Información 1996 del mes de julio, otorgado por el Diario Información (1997)[259]
- Galardonada en la XVII Gala Nacional del Deporte de la Asociación Española de la Prensa Deportiva (1997)[260][261]
- Trofeo Ayuntamiento de Alicante al mejor deportista alicantino absoluto de 1996 (ex aequo con Marta Baldó), otorgado por la Asociación de la Prensa Deportiva de Alicante (1997)[256][257]
- Copa Barón de Güell al mejor equipo español, otorgada por el CSD y entregada en los Premios Nacionales del Deporte de 1996 (1997)[32][69][209][262]
- Mejor Deportista Femenina de 1996 (ex aequo con Marta Baldó) en los Premios Deportivos Provinciales de la Diputación de Alicante (1997)[263]
- Mejor grupo atlético en los Galardones Nacionales al Mérito Deportivo Inter Gym’s Oro 2005 (2006)[264]
- Homenajeada (junto al resto del conjunto campeón olímpico) en la Gala Anual de la Real Federación Española de Gimnasia (2006)[92]
- Socio de Honor de la Fundación Deporte Alcobendas (Fundal) (2012)[265][266][267][268]
- Galardonada (junto al resto de medallistas olímpicos españoles) en la Gala del Centenario del COE (2012)[269][270][271][272]
- Trofeo conmemorativo en la Gala del XXV Trofeo Ayuntamiento de Alicante, otorgado por la Asociación de la Prensa Deportiva de Alicante (2014)[225][226][227][228]
- Medalla Euskalgym (junto a las demás Niñas de Oro) en la IX Gala Internacional de Gimnasia Rítmica Euskalgym (2014)[110][111][112][113][114]
- Medalla de Oro de la Real Orden del Mérito Deportivo, otorgada por el Consejo Superior de Deportes (2015)[119][273][274][275]
- Diploma acreditativo y tarjeta olímpica, otorgados por el COE en la Gala 20.º Aniversario de la Medalla de Oro en Atlanta '96 (2016)[122]
- Trofeo conmemorativo en el Homenaje a las Medallistas Olímpicas Madrileñas, otorgado por el COE y el Ayuntamiento de Madrid (2020)[144][145]
- Reconocimiento (junto al resto de medallistas olímpicas españolas) en la XV Gala del COE (2020)[276]

### Otros honores
- Aunque finalmente una de las calles que circunda el Club Atlético Montemar de Alicante ha pasado a llevar el nombre de «Gimnasta Maisa Lloret», el 15 de noviembre de 2016 se había aprobado que esa misma calle llevara el nombre de «Deportista Estela Giménez Cid», ratificándose también sendas calles para las gimnastas Marta Baldó y Maisa Lloret, entre otras, todas encuadradas en el proceso del cambio de nomenclatura de las calles en aplicación de la Ley de Memoria Histórica.[124] A finales de diciembre tuvo lugar la colocación de las placas sin ningún previo aviso hacia las gimnastas y sin la realización de ningún acto.[125][126] Sin embargo, una decisión judicial obligó al restablecimiento de las anteriores placas y el cambio de nomenclatura de las calles se suspendió.[127] El 15 de diciembre de 2017 los partidos políticos con representación municipal acordaron que una calle en Alicante llevara el nombre de «Gimnastas olímpicas alicantinas»,[128] aunque posteriormente se sustituyó ese acuerdo por el actual.

## Galería

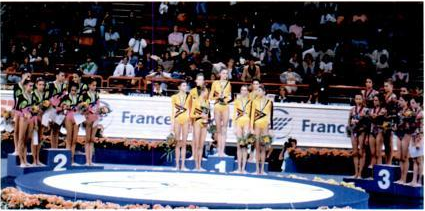
El conjunto español (izqda.) con la plata en el podio de la general del Mundial de París (1994).
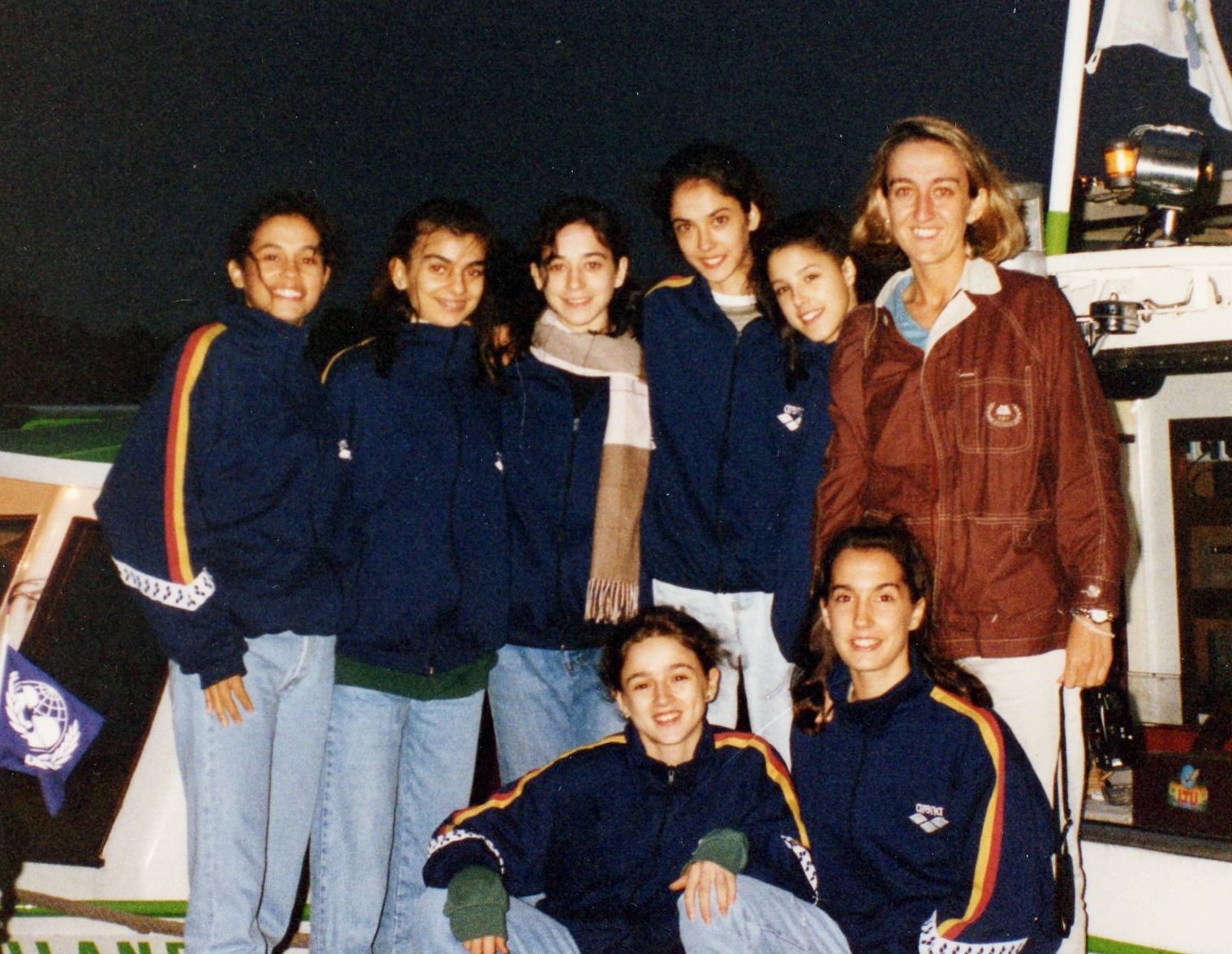
El conjunto español en París (1995).
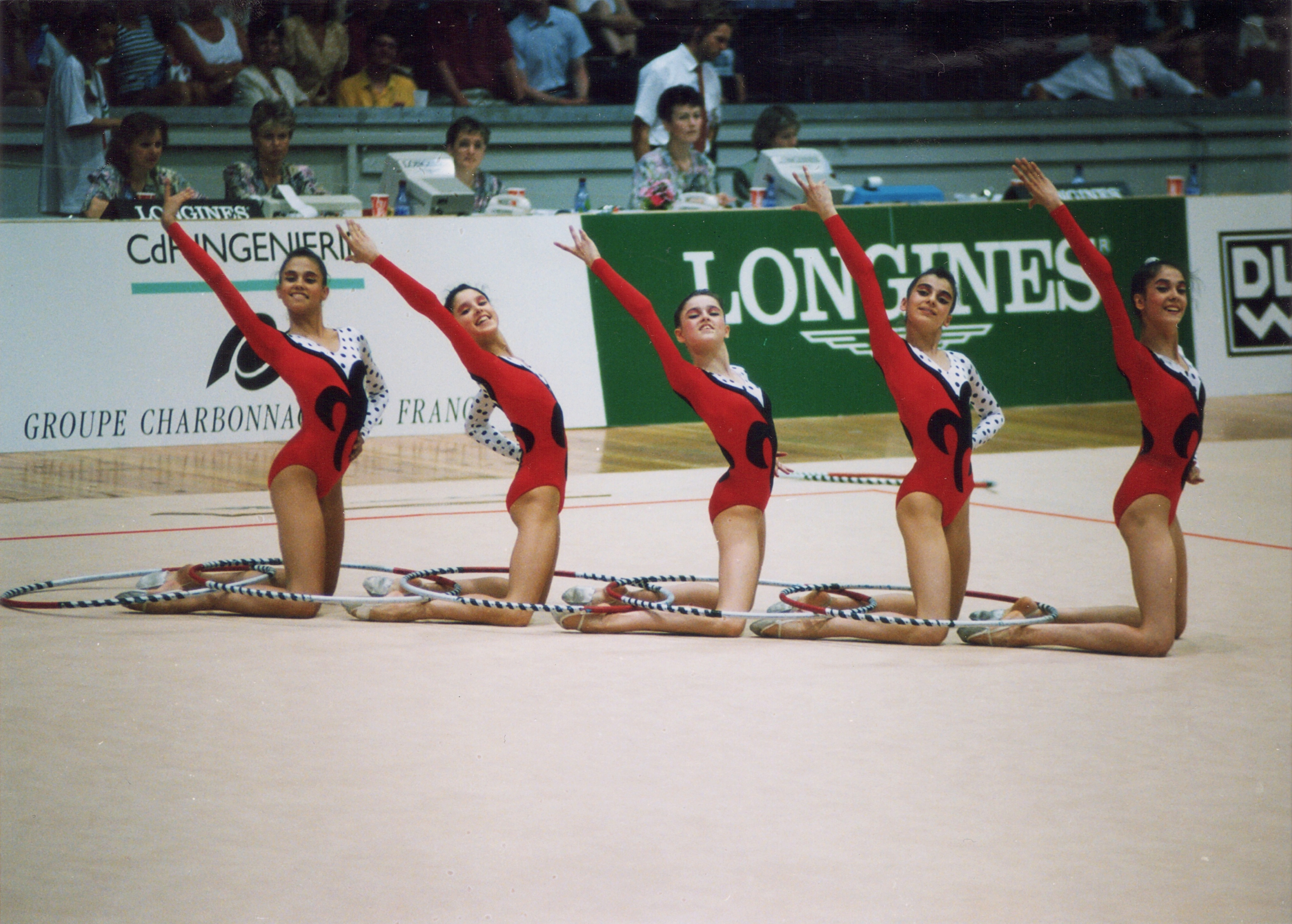
Estela (primera a la izqda.) con el conjunto en el ejercicio de 5 aros en el Europeo de Praga (1995).
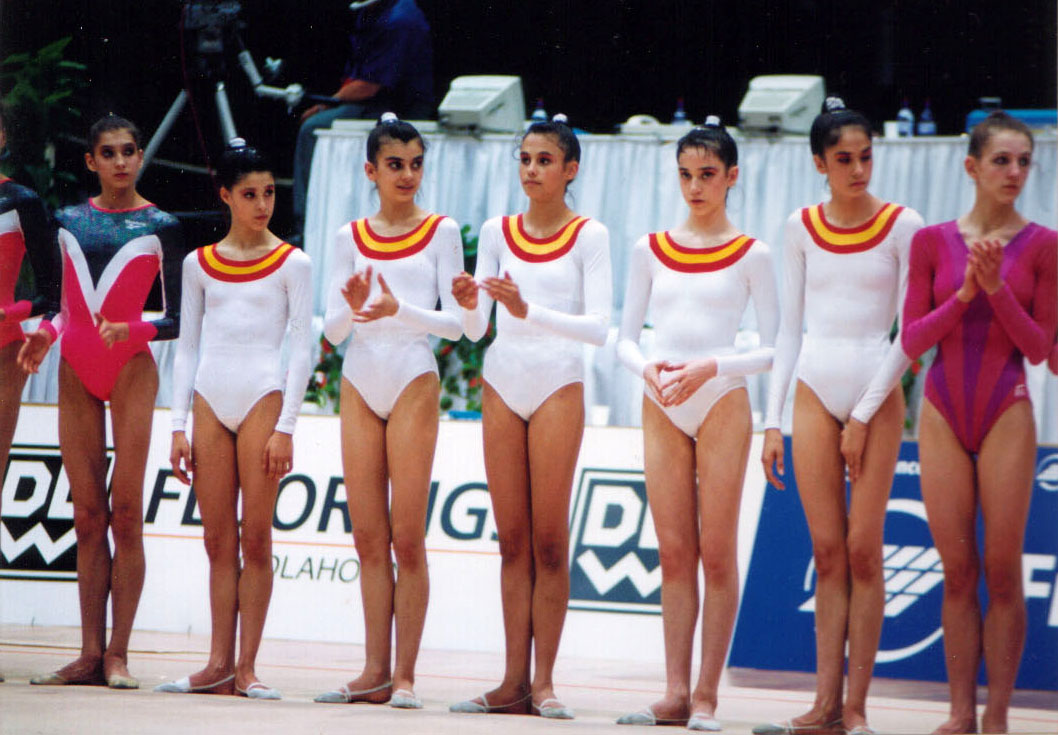
Conjunto español en el podio de 3 pelotas y 2 cintas en Praga.
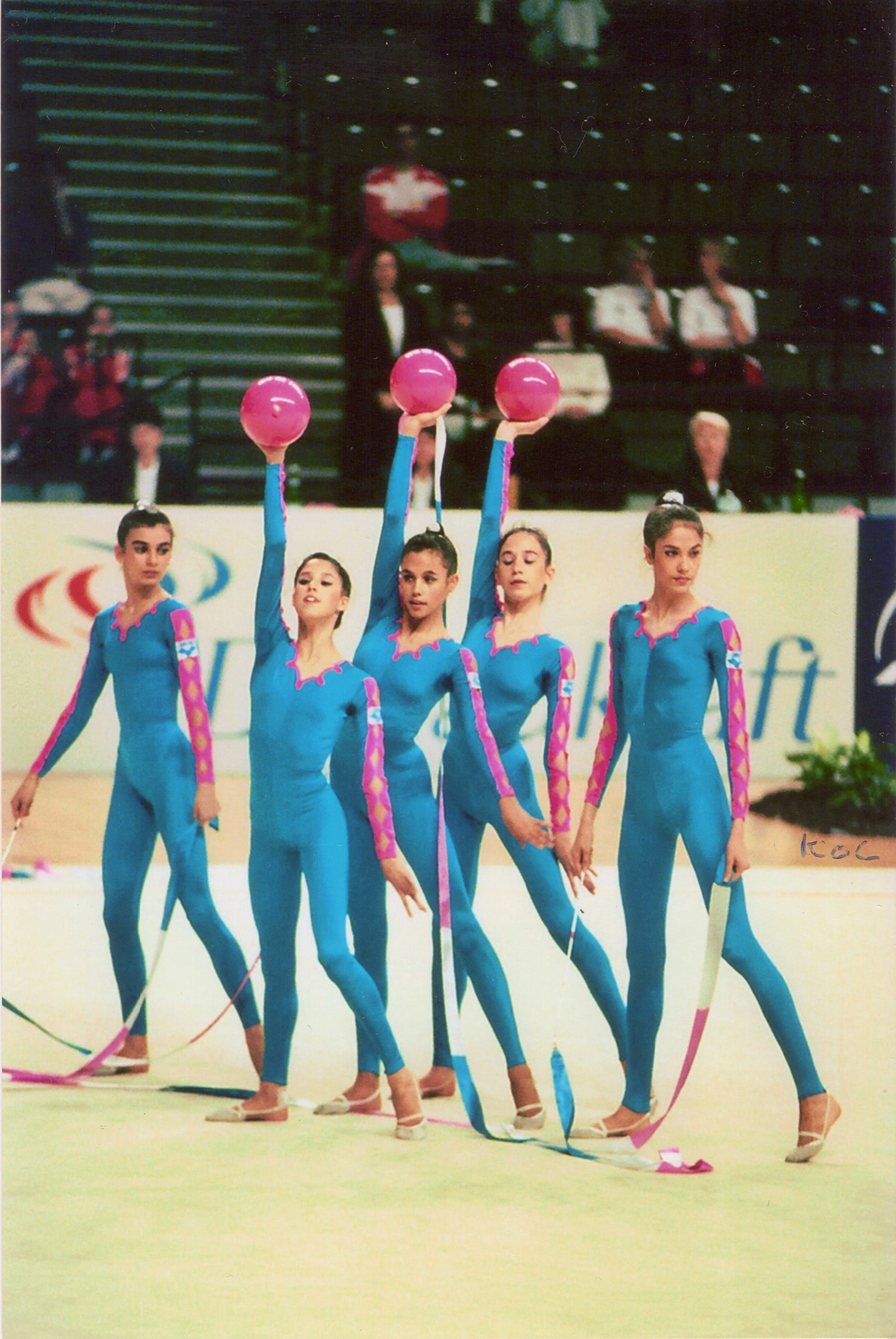
3 pelotas y 2 cintas en Viena (1995).
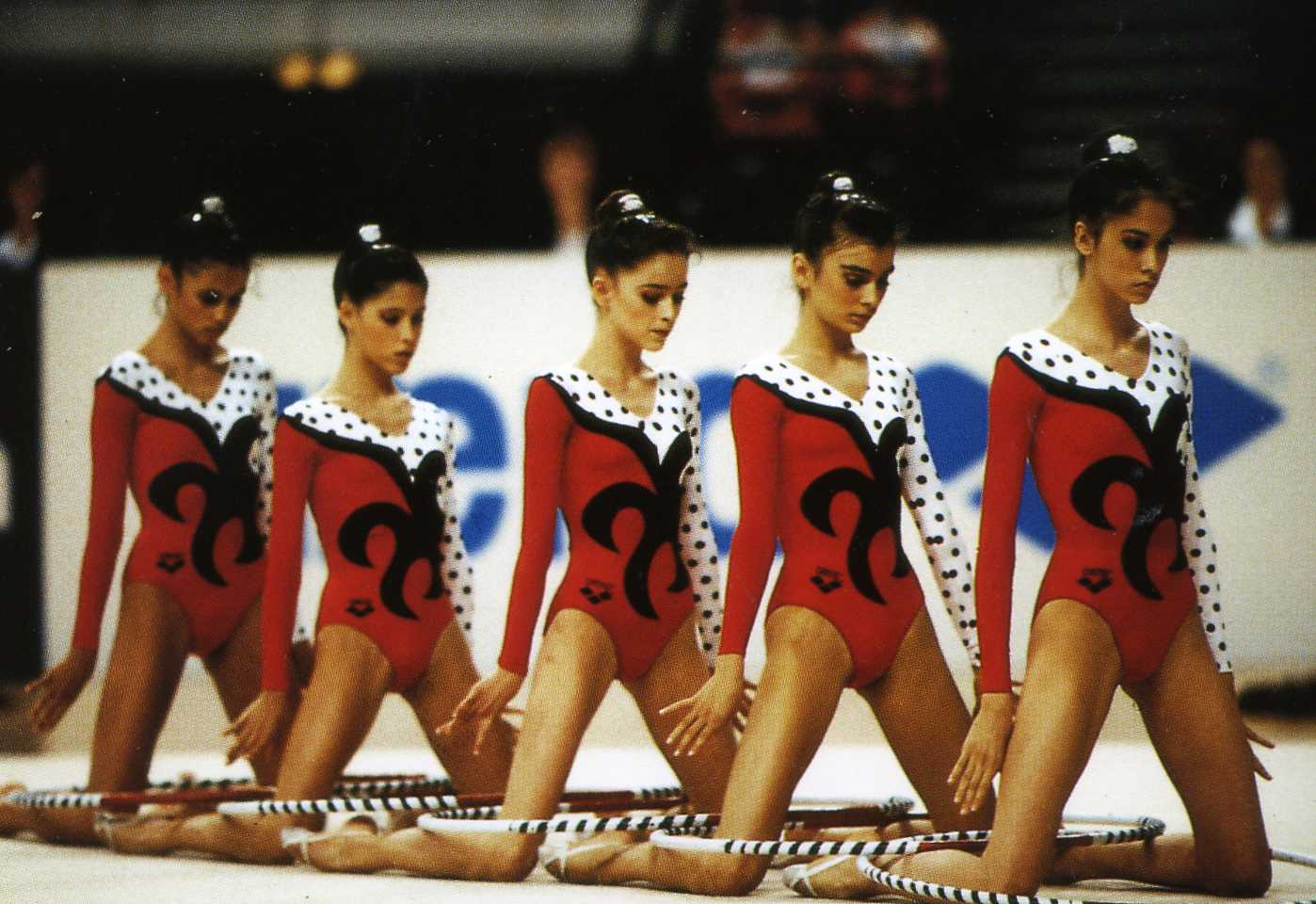
Posición inicial del ejercicio de 5 aros en el Mundial de Viena.
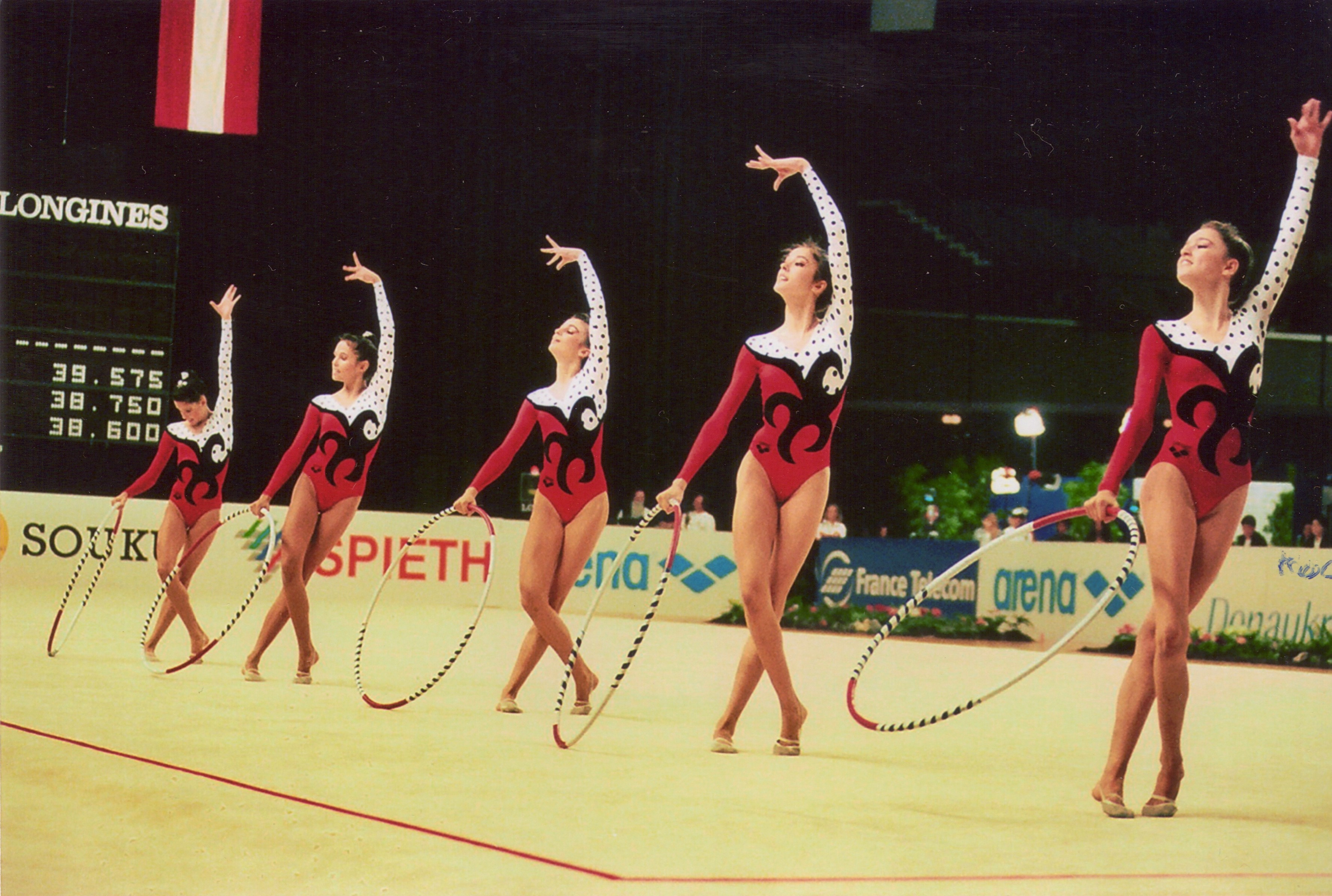
Otro momento del montaje de 5 aros, que contaba con la pieza Asturias (Leyenda) de la Suite española, Op. 47 de Isaac Albéniz.

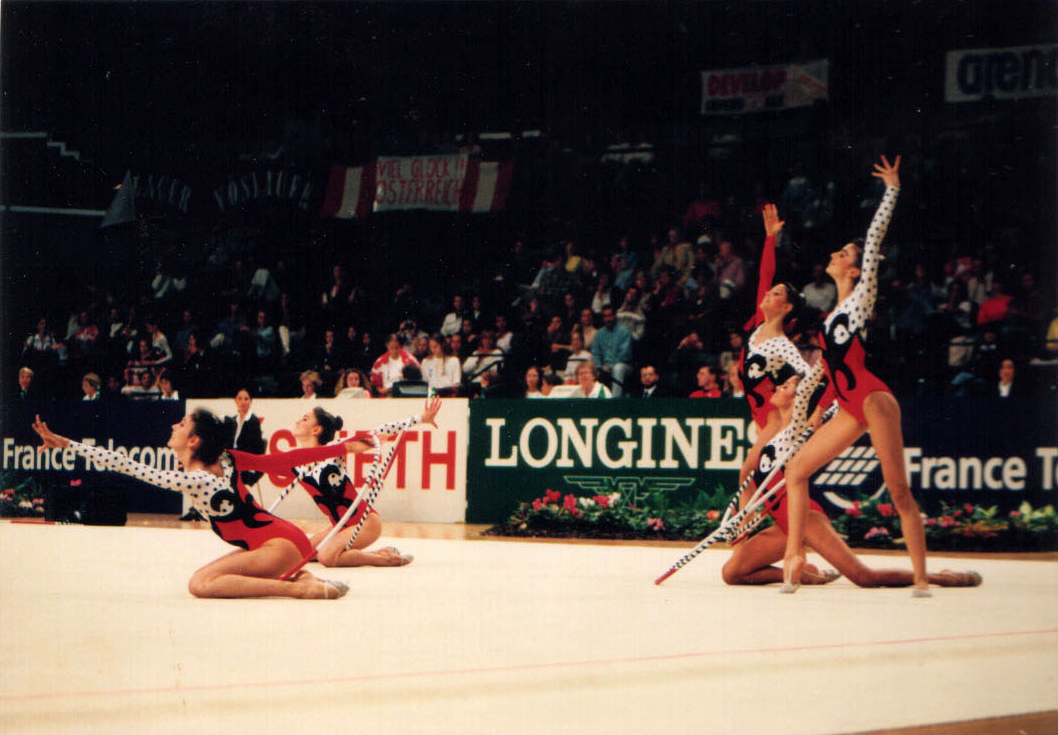
Final del ejercicio de 5 aros en Viena.
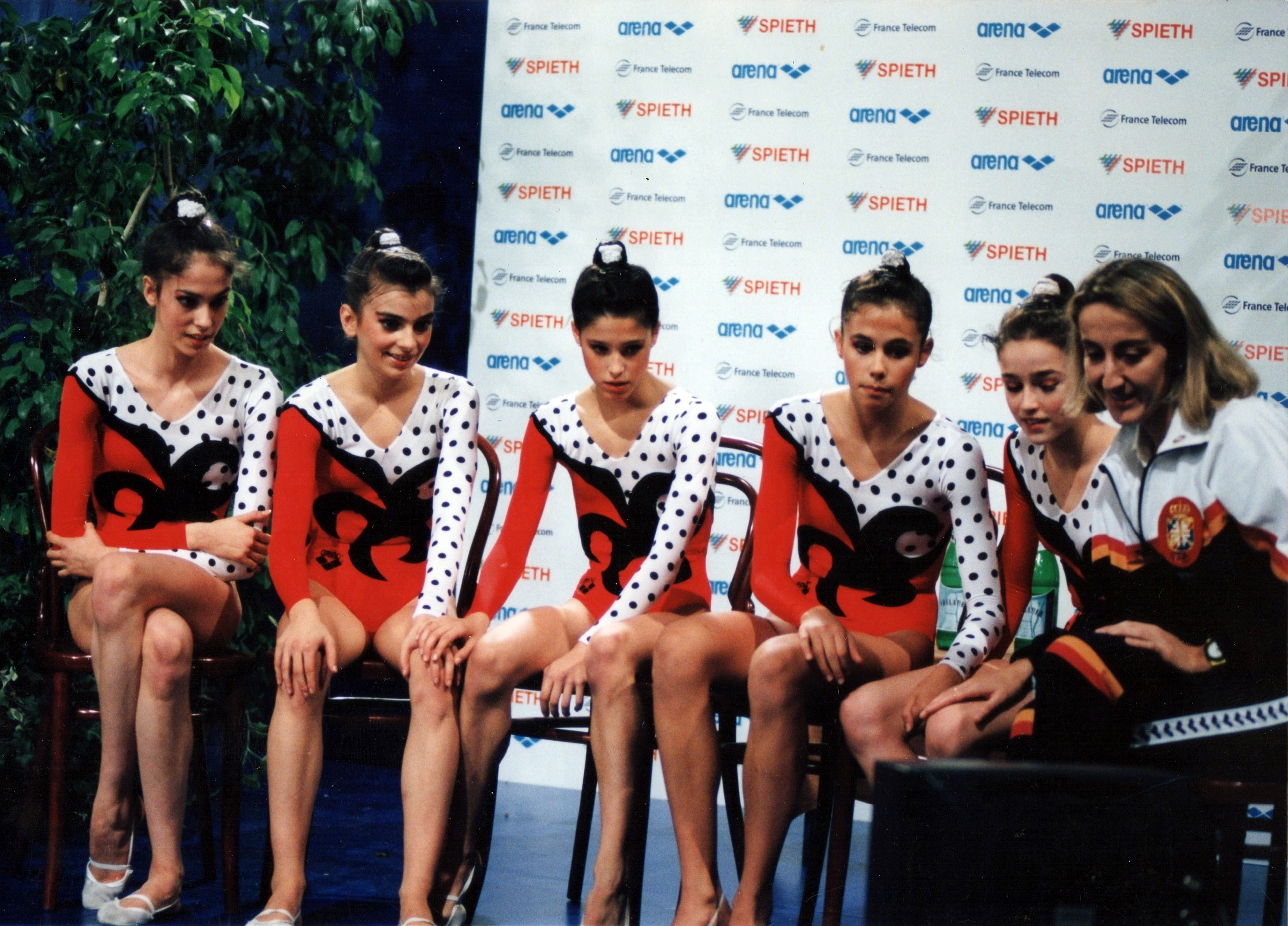
El equipo esperando en Viena la nota final del concurso general tras el ejercicio de 5 aros.
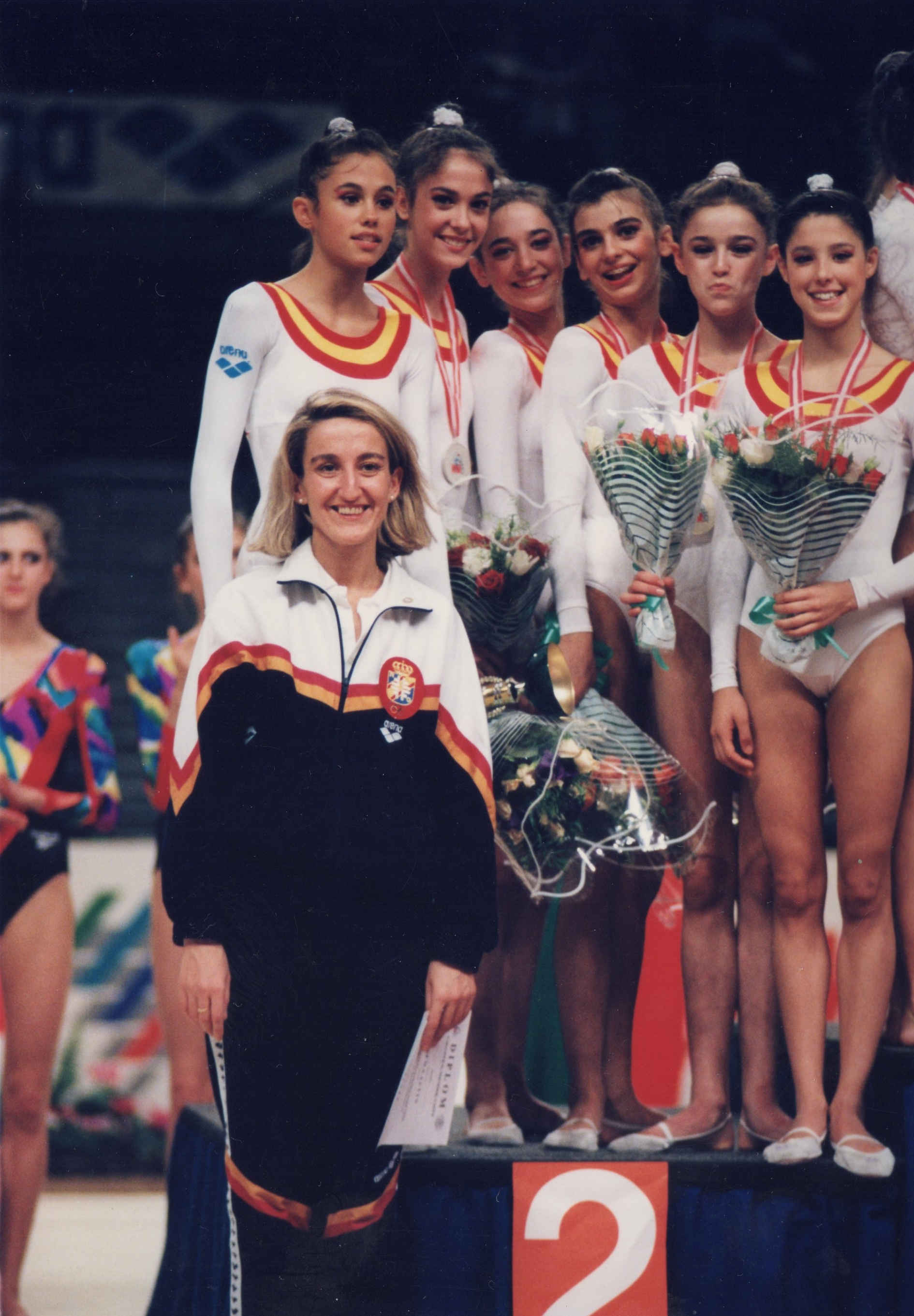
El conjunto con la plata en el podio de la general en Viena.
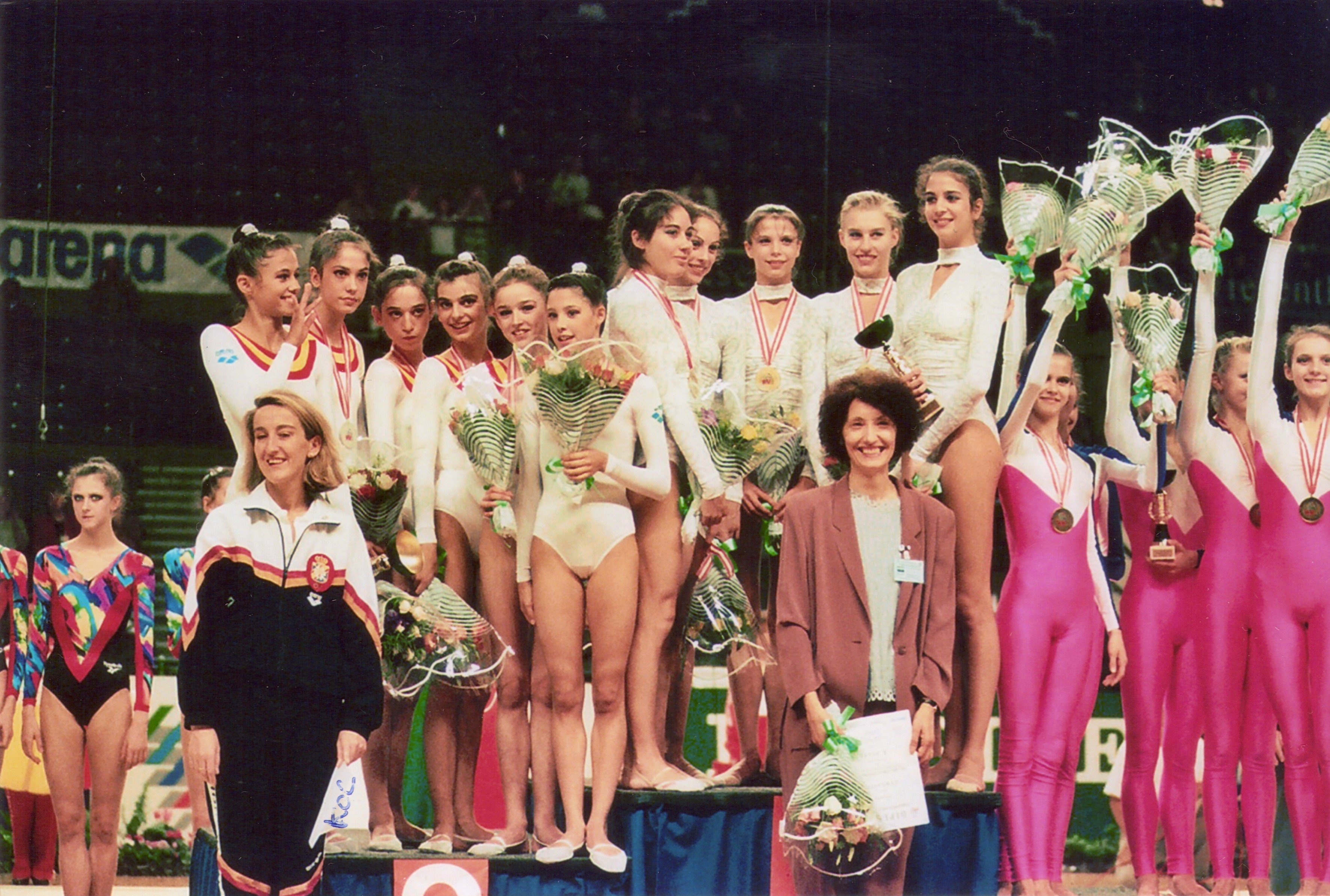
Podio completo del concurso general en Viena. De izquierda a derecha: España, Bulgaria y Bielorrusia.
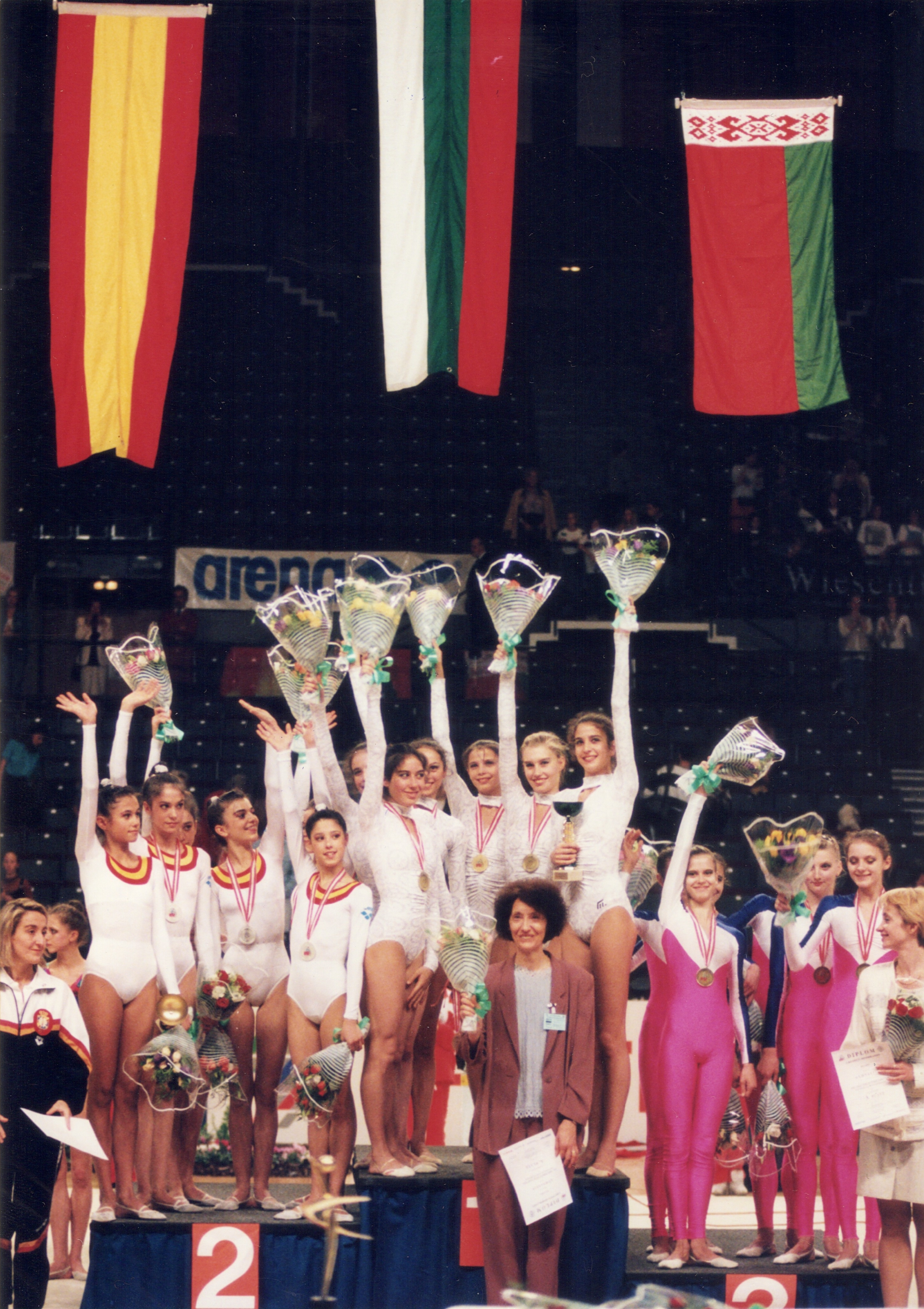
Otro momento del podio de la general.
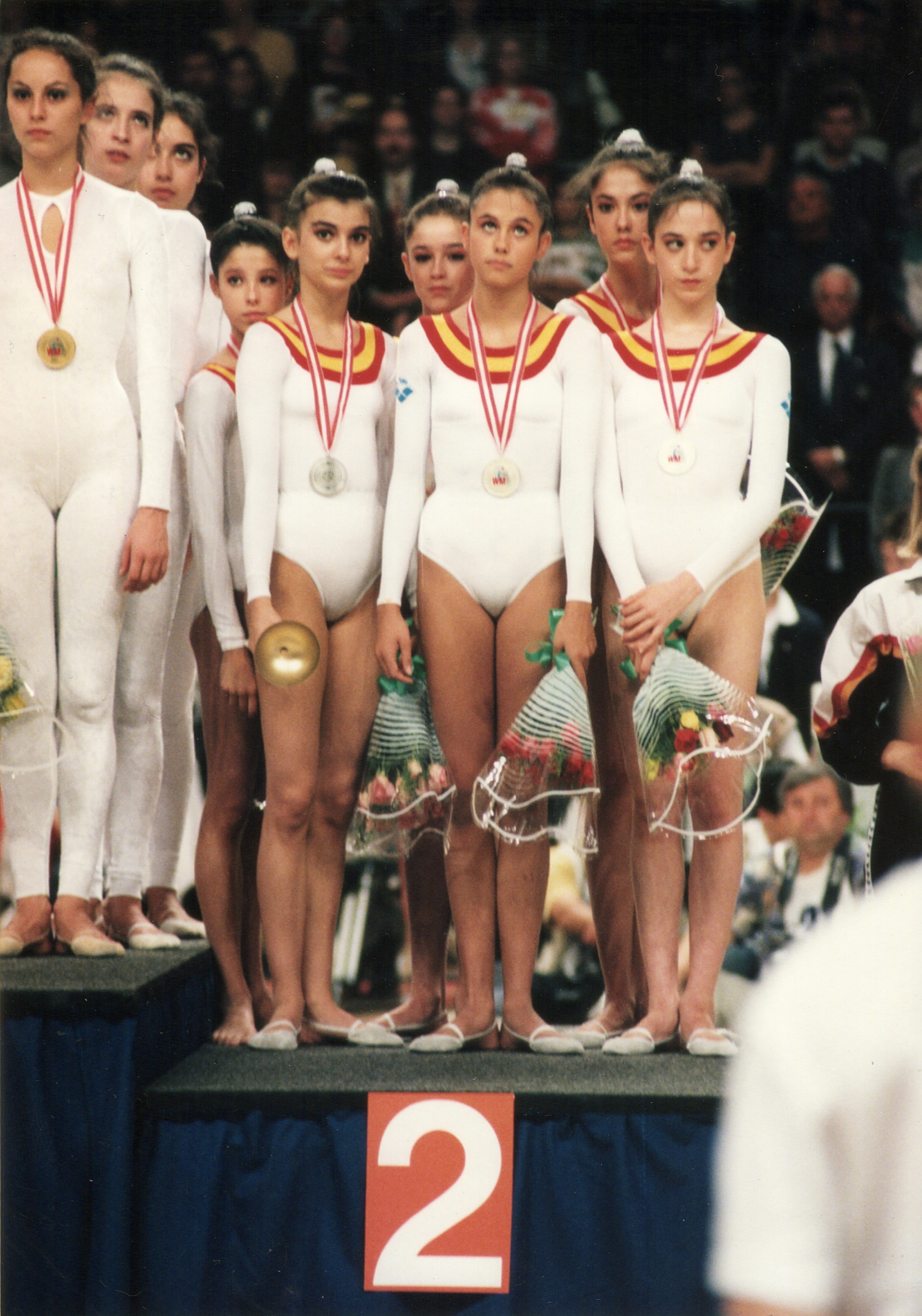
El conjunto español con la plata en el podio de la final de 5 aros.
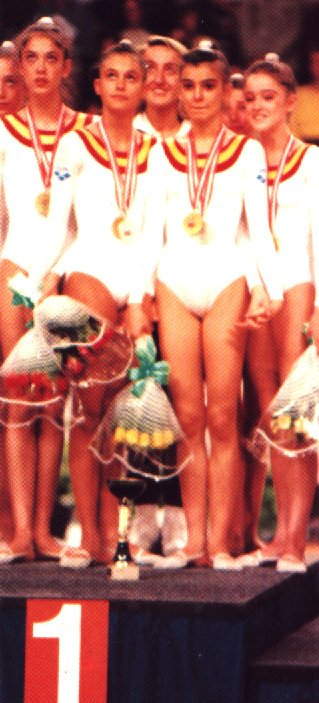
El conjunto con el oro en el podio de pelotas y cintas.